# Équipe du Maroc de football
Cet article traite de l'équipe masculine. Pour l'équipe féminine, voir Équipe du Maroc de football féminin.
Maillots
L'équipe du Maroc de football (en arabe : منتخب المغرب لكرة القدم), créée en 1928, est l'équipe nationale qui représente le Maroc dans les compétitions internationales masculines de football, sous l'égide de la Fédération royale marocaine de football (FRMF). Elle sélectionne les meilleurs joueurs marocains. Ces derniers, composant cette équipe, sont traditionnellement appelés les Lions de l'Atlas.
Jusque dans les années 1970, le palmarès de l'équipe du Maroc reste vierge. Après une élimination au premier tour de la Coupe du monde 1970,, elle remporte la Coupe d'Afrique 1976 en Éthiopie après une finale contre la Guinée, et atteint quelques années plus tard la troisième place durant l'édition de 1980 au Nigeria. L'équipe fait honneur au continent et devient la première nation d'Afrique à passer les poules d'une Coupe du monde, atteignant les huitièmes de finale de la Coupe du monde 1986 au Mexique. Prenant également part aux Coupes du monde 1994 et 1998, les Lions de l'Atlas atteignent la 10e place du classement mondial de la FIFA de avril à mai 1998. Ils atteignent la finale de la Coupe d'Afrique 2004 en Tunisie, qu'ils perdent face à la Tunisie sur le score de 2-1. Plongé ensuite dans une longue période noire qui dure plus d'une décennie, l'équipe est reprise en main par Hervé Renard qui qualifie à nouveau le Maroc dans une Coupe du monde en 2018, après vingt ans d'absence. Quatre ans plus tard, lors de l'édition Coupe du monde 2022 au Qatar, Walid Regragui écrit l'histoire en faisant du Maroc la première équipe africaine à atteindre la 4e place de la compétition.
Depuis 1928, l'équipe du Maroc a été marquée par plusieurs générations de footballeurs talentueux. Celles-ci ont obtenu leurs meilleurs résultats tout d'abord emmenées par Larbi Benbarek de 1934 à 1937 (qui enfilera par la suite le maillot de la France), Ahmed Faras de 1965 à 1979, Badou Zaki entre 1979 et 1992 et Mustapha Hadji entre 1993 et 2002. Á partir de 2016, sous la houlette de Hervé Renard, autour d'un noyau de joueurs locaux et de diaspora, constitué de Hakim Ziyech, Achraf Hakimi, Sofyan Amrabat, Munir El Kajoui, Yassine Bounou, le Maroc monte en puissance jusqu'en atteignant la quatrième place de Coupe du monde 2022 avec une équipe comptant dans ses rangs Youssef En-Nesyri, né en 1997, le plus jeune et meilleur buteur marocain (3) en Coupe du monde. Le capitaine est alors le défenseur Romain Saïss, deuxième recordman de capitanats et de sélections du 21e siècle après Houssine Kharja (78). Par ailleurs, Walid Regragui, finaliste de la Coupe d'Afrique 2004, occupe depuis 2022 le poste de sélectionneur.
L'équipe du Maroc adopte également sa sélection Maroc A', faisant appel uniquement à ses joueurs évoluant dans le championnat local pour prendre part au Championnat d'Afrique des nations (CHAN) et à la Coupe arabe des nations. D'ailleurs, elle remporte le CHAN à deux reprises, notamment en 2018 et en 2020. En 2012, le Maroc A' remporte sa seule Coupe arabe des nations. À partir de 2022, la FRMF décide d'engager pour le Maroc A' uniquement les joueurs locaux âgés de moins de 23 ans. C'est l'équipe du Maroc olympique qui prend alors le relai pour les Coupe arabe des nations et les championnats d'Afrique des nations.

## Histoire

### Sélection de la LMFA (1922-1955)

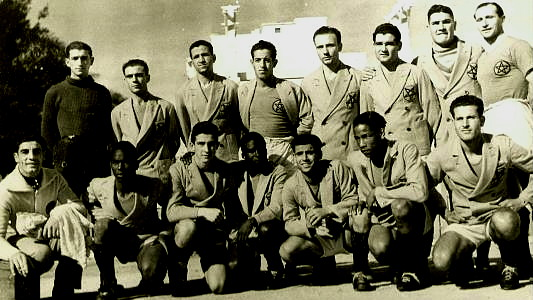
Sélection des Chérifiens, en 1942.

La sélection marocaine a été créée en 1928 et disputa son premier match lors de cette année, le 22 décembre 1928 face l'équipe B de France. Elle s'est inclinée pour son premier match par une défaite sur le score de deux buts à un au Maroc. Cette sélection se composait des meilleurs joueurs de la LMFA ou Ligue du Maroc qu'il soient colons ou indigènes. Elle était la formation qui représentait la Ligue du Maroc lors de certaines rencontres : face aux formations des autres ligues nord-africaines comme celles d'Alger, d'Oran, de Constantine et de Tunisie. Chaque année se déroulait un tournoi des ligues nord-africaines que le Maroc a remporté à plusieurs reprises notamment lors de la saison 1948-1949. Mis à part les rencontres du tournoi des ligues nord-africaines, la sélection de la LMFA affronta également quelques clubs de football tel que le club croate du NK Lokomotiva Zagreb le 1er janvier 1950 que relate l'Union des anciens joueurs nord-africains de football (UDAFAN). L'équipe du Maroc affronta également les équipes de France A et B avec par exemple le match nul arraché en 1941 face à l'équipe de France A à Casablanca sur le score d'un but partout ce qui est un exploit pour l'époque.
Le 9 septembre 1954, un tremblement de terre secoue la région d'Orléansville en Algérie qui provoque la destruction de la ville et la mort de plus de 1 400 personnes. Lors d'un accord entre Français et Maghrébins, la Fédération française de football organise un match de charité le 7 octobre 1954 pour venir en aide aux familles des victimes. Ce match oppose une sélection composée de Marocains, d'Algériens et d'un Tunisien face à l'équipe nationale de France au Parc des Princes. La sélection de l'Afrique du Nord menée par Larbi Benbarek dit la perle noire réussit à battre les Français sur le score de 3-2 un mois avant les attentats de la Toussaint rouge perpétrés en novembre 1954 par le Front de libération nationale qui marqueront le début de la guerre d'Algérie.

### Après l'indépendance (1957-1963)
La FRMF est créée en 1955 et remplace la LMFA, à la fin du Protectorat français du Maroc en place depuis 1912. L'équipe nationale marocaine dispute son premier match officiel en tant que pays indépendant contre l'Irak le 19 octobre 1957, dans le cadre des Jeux Panarabes au Liban, match disputé dans la Cité sportive Camille-Chamoun, et qui se termine sur le score de trois buts partout. Dans la même compétition, l'équipe remporte sa première victoire face à la Libye par un score de cinq buts à un, et bat ensuite la Tunisie 3 à 1, ce qui lui permet de se qualifier en demi-finale. Le Maroc termine premier du groupe 1 de la compétition. Son parcours lors de ses débuts, prend fin en demi-finale face à l'équipe de Syrie le 26 octobre 1957. Bien que la rencontre se soit terminée par un match nul sur le score d'un but partout, ce sont les Syriens qui accèdent en finale dans cette compétition. Le Maroc se retire de la compétition peu avant le match de classement face au pays hôte et finit à la quatrième place.
Entre 1957 et 1958, le Maroc dispute plusieurs rencontres amicales dont l'une face à l'équipe du FLN, équipe algérienne d'avant indépendance en 1958. Cette rencontre se termine à l'avantage des Algériens. À partir de 1959, le Maroc participe aux éliminatoires des Jeux Olympiques d'été de 1960. Dans un groupe composé de trois équipes, les lions de l'Atlas se classent 2e derrière les Tunisiens avec le même nombre de points, mais dont la règle de la différence de buts disqualifie l'équipe marocaine. Durant cette même année, la fédération royale marocaine est définitivement affiliée à la FIFA.
L'année suivante en 1960, les Marocains participent pour la première fois aux éliminatoires de la Coupe du monde de 1962. Le Maroc est placé dans le groupe 2 et doit affronter l'équipe nationale tunisienne. Après un score de 2 à 1 pour les Marocains à l'aller, puis le même score au retour pour les Tunisiens, un match barrage est prévu pour janvier 1961,. Lors de cette même année, le Maroc affronte pour la première fois de son histoire, deux équipes européennes que sont la Yougoslavie et l'équipe de RDA. Ces deux rencontres amicales se terminent par des défaites,. Pour le compte du match de barrage contre la Tunisie le 22 janvier 1961, le Maroc se déplace à Palerme en Italie tout comme les aigles de Carthage. Le match se termine encore une fois par un nul. Pour départager les deux équipes, un tirage au sort a lieu et tourne à l'avantage du Maroc qui continue dans les qualifications,. Le Maroc enchaîne dans un groupe final, où les lions de l'Atlas réussissent à décrocher un ticket au détriment du Ghana pour affronter l'Espagne, dernière étape pour une qualification. L'équipe du Maroc est finalement battue à la suite de deux défaites successives face aux Espagnols par 1-0, puis 3-2.

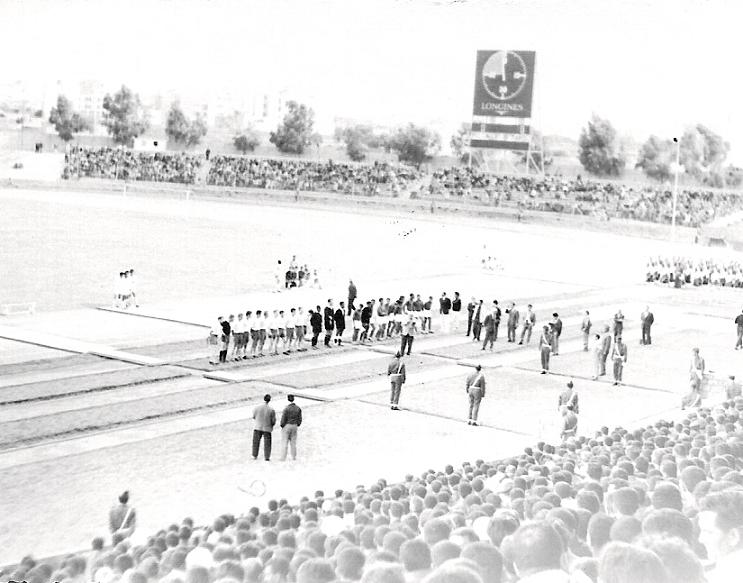
Stade d'honneur de Casablanca, futur Stade Mohammed V durant les Jeux panarabes de 1961.

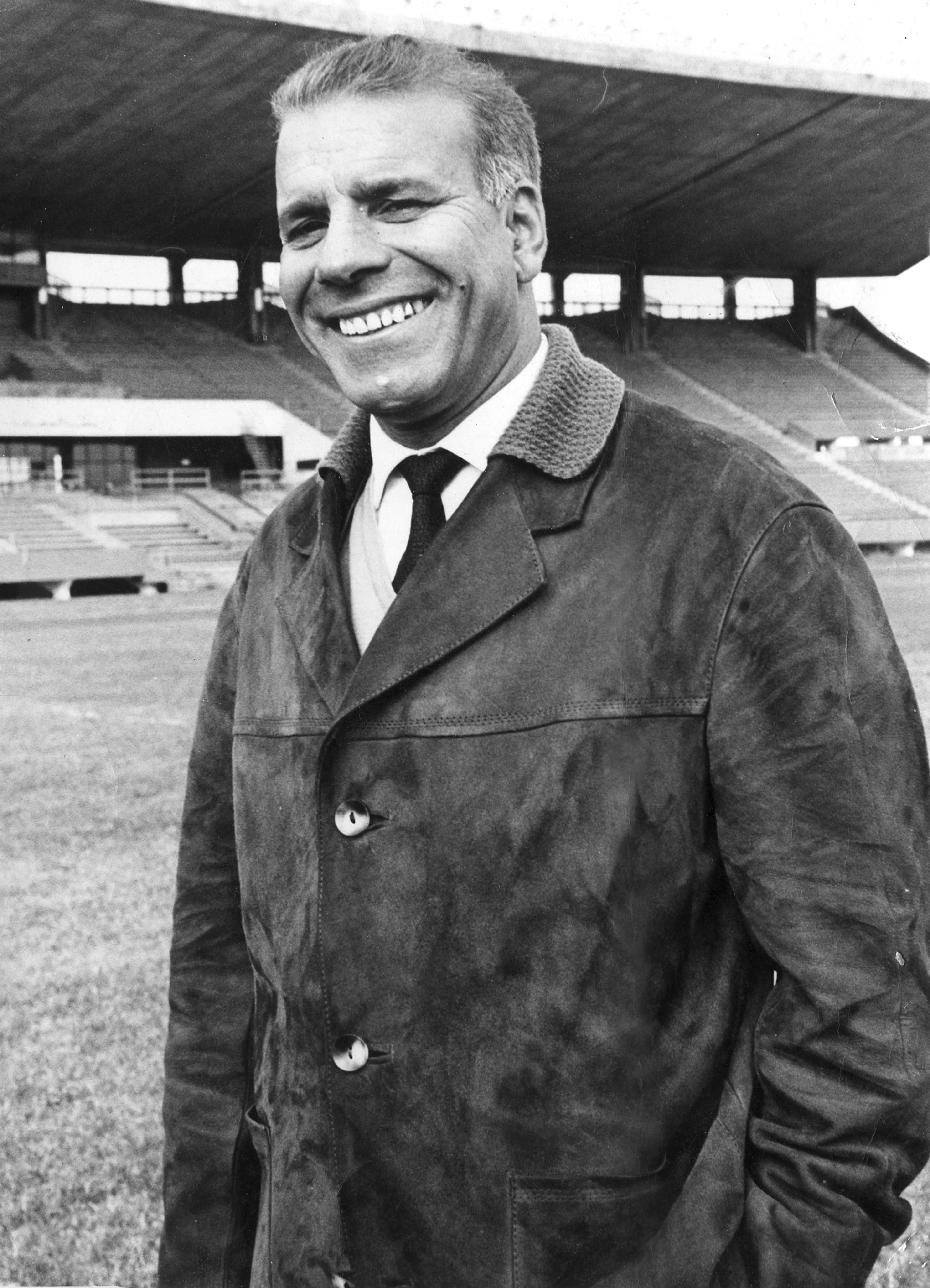
Mohamed Massoun entraîneur de l'équipe du Maroc aux années soixante.

Durant cette même année toujours en 1961, le Maroc organise les Jeux panarabes de 1961 qui se déroulent à Casablanca sous la forme d'un championnat avec six équipes. Le Maroc sort vainqueur de la compétition où il réalise sa plus large victoire contre l’Arabie saoudite le 6 septembre 1961 par 13 buts à 1. Il remporte également pour la première fois de son histoire, deux victoires face à une équipe nationale européenne : la RDA sur les scores de 2 buts à 1, et 2 buts à zéro. En 1963, l'équipe rate la qualification à la CAN puisqu'elle est défaite par la Tunisie lors du match aller à Tunis sur le score de 4-1 tandis que lors du match retour elle réussit à se surpasser en infligeant aux Tunisiens une défaite par 4-2, non suffisant pour la qualification,,. Elle dispute également les Jeux méditerranéens de 1963 où elle prend la quatrième place après une défaite lors de la petite finale face à l'équipe réserve d'Espagne par 2-1.

### Premières apparitions internationales et continentales (1963-1976)
Le Maroc participe à sa première compétition internationale dans le cadre des Jeux olympiques d'été de 1964 se déroulant dans la ville de Tokyo au Japon, après des victoires aux éliminatoires. Lors de ces jeux sous la houlette de Mohamed Massoun, l'équipe du Maroc dans un groupe composé de seulement trois équipes à la suite du forfait de la Corée du Nord, enregistre deux défaites successives sur les deux matchs disputés, face à la Hongrie celle de 6 buts à 0 est jusqu'à nos jours la plus sévère qu'ait connu le Maroc, puis face à la Yougoslavie par 3-1 malgré l'ouverture du score par les Marocains à la 2e minute de jeu par l'intermédiaire d'Ali Bouachra. La fédération royale marocaine s'affilie en 1966, à la Confédération africaine de football, ce qui permet à sa sélection de participer aux compétitions africaines. L'année suivante, les Marocains participent aux Jeux méditerranéens de 1967, sans succès. Le Maroc réussit les éliminatoires aux Jeux olympiques d'été de 1968 lors du tour final au détriment du Ghana, sans pour autant y participer devant son refus de jouer contre Israël.
Les années 1968 et 1969 sont consacrées aux éliminatoires à la Coupe du monde de 1970. Dans ceux-ci, le Maroc commence très bien par une première victoire face au Sénégal sur le score d'un but à zéro. Les Marocains poursuivent les qualifications en éliminant les Tunisiens par tirage au sort à la suite de trois matchs nuls. Le Maroc se qualifie ainsi pour la poule finale des éliminatoires aux côtés du Soudan et du Nigeria. Cette poule qui se déroule sous la forme d'un tournoi triangulaire, tourne finalement à l'avantage du Maroc qui réussit à prendre la tête du classement avec 5 points devant le Nigeria, ce qui permet au Maroc de participer à sa première coupe du monde. Entre-temps, l'Algérie barre la route aux Marocains en aller-retour pour la CAN 1970,.
Après une qualification difficile en Coupe du monde, le Maroc devient donc le deuxième pays africain de l'histoire à se qualifier pour une Coupe du monde, le premier étant l’Égypte en 1934 mais sans pour autant participer à un tournoi préliminaire. La qualification face aux Tunisiens durant ces éliminatoires a été disputée, après deux matchs nuls à zéro but partout,, les deux équipes maghrébines se sont opposées à Marseille et la rencontre s'étant terminé par 2-2, un tirage au sort a eu lieu et ce sont les Marocains qui passent au tour final.

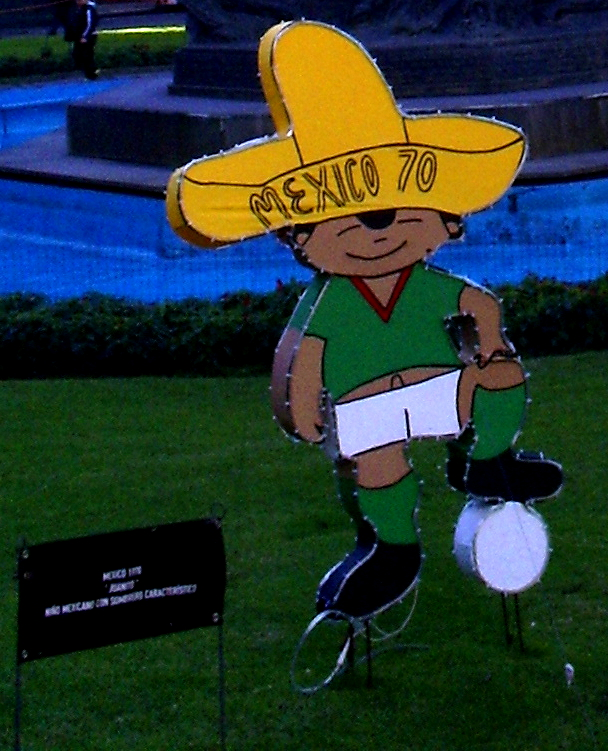
"Juanito", la mascotte du Mondial de 1970

Le Maroc dispute sa première Coupe du monde sous la houlette du Yougoslave Blagoje Vidinić, avec une équipe composée exclusivement de joueurs évoluant dans le championnat local dont Driss Bamous et Ahmed Faras,. Lors du premier match disputé le 3 juin 1970 face à l'équipe de RFA devant 12 942 spectateurs, le Maroc crée la surprise en ouvrant le score à la 21e minute par l'intermédiaire de Houmane Jarir. Menés à la mi-temps 1-0, les Allemands reprennent rapidement l'avantage grâce des réalisations de Uwe Seeler et Gerd Müller et remportent le match par 2-1. Les Lions de l'Atlas affrontent ensuite le Pérou devant plus de 13 537 spectateurs. Cette fois-ci le Maroc ne réussit pas à inscrire le moindre but, et après avoir tenu plus d'une heure, la sélection marocaine est écrasée et concède 3 buts aux Péruviens en 10 minutes de jeu,. À la suite de cette défaite la qualification au tour suivant est définitivement impossible. Pour le dernier match face à la Bulgarie qui a lieu le 11 juin 1970, l'équipe du Maroc arrache le nul 1-1 après l'ouverture du score par les Bulgares lors de la 40e minute, Maouhoub Ghazouani égalise à la 60e minute, ce qui permet au Maroc d'obtenir le premier point africain dans la compétition,.
Lors de cette même année en 1970 après la Coupe du monde, les Lions de l'Atlas réussissent à barrer la route à l'Algérie lors du 1er tour des éliminatoires de la Coupe d'Afrique 1972. Puis pour le 2e tour, le Maroc affronte les pharaons d'Égypte. Après un match aller se terminant en faveur du Maroc sur le score de 3 buts à 0, les Égyptiens remportent le match retour par 3-2 et de ce fait, c'est le Maroc qui se qualifie à la Coupe d'Afrique des nations 1972 pour la première fois de son histoire. Durant cette première participation, le Maroc ne remporte aucune victoire ni ne perd aucune rencontre. Accompagné du Congo, du Soudan et du Zaïre, les Lions de l'Atlas inscriront 3 buts tous inscrit par Ahmed Faras en encaissant le même nombre puisque les trois rencontres du Maroc se sont terminés sur le score d'un but partout chacun,.
Après la CAN, le Maroc joue les éliminatoires aux jeux olympiques de 1972 et après deux victoires et deux matchs nuls, les Lions de l'Atlas se qualifient pour ces jeux. Débutant dans le groupe A du 1er tour aux côtés des équipes des États-Unis, d'Allemagne de l'Ouest et de la Malaisie. Les Marocains débutent par une médiocre prestation puisqu'ils sont tenus en échec par les Américains sur le score de 0-0. Le Maroc subit ensuite une défaite face aux Allemands sur le score de trois buts à zéro avant de remporter son ticket de qualification au 2e tour grâce à une victoire face à la Malaisie sur le score de 6 buts à zéro avec notamment un triplé de l'attaquant de pointe Ahmed Faras. Toutefois, le Maroc perdra tous ses matchs lors du 2e tour face à l'Union soviétique par 3-0, le Danemark par 3-1 puis contre la Pologne sur le score de 5-0[source secondaire souhaitée].
En 1973, le Maroc frôle de peu la qualification à la Coupe du monde 1974 en passant les trois premiers tours préliminaires permettant la qualification au groupe final en compagnie de la Zambie et du Zaïre. Mais les Lions de l'Atlas commenceront mal les qualifications avec une défaite à l'extérieur sur le score de 4-0 face à la Zambie. Le Maroc se reprend ensuite au deuxième match à domicile, remporté face à cette même équipe sur le score de 2-0 au Stade Saniat Rmel de Tétouan. Le Zaïre enchaînera de son côté deux autres victoires face à la Zambie avant de devoir rencontrer le Maroc. Cette rencontre qui permettra de savoir si le Zaïre se qualifiera directement en Coupe du monde se terminera par une défaite marocaine sur le score de 3-0. L'équipe qui avait tenu le nul lors de la première mi-temps verra son capitaine et attaquant fétiche, Ahmed Faras, blessé à la mi-temps. Après le départ de celui-ci, la formation marocaine va être complètement surpassée par le Zaïre. L'équipe marocaine qui tentera de refaire jouer le match déclarera forfait lors de son dernier match à domicile face au même adversaire pour protester contre la FIFA et ne participera pas pour la même raison à la phase éliminatoire de la Coupe d'Afrique des nations. Entretemps, la FIFA avait attribué au Zaïre une victoire sur le score de 2-0 sur tapis vert[source secondaire souhaitée].
Durant l'année 1974, le Maroc dispute seulement deux matchs à la suite de son forfait envers la FIFA, les deux matchs se sont disputés face à l'Algérie : le premier au Maroc se termine par une victoire sur le score de 2-0 puis le second prend fin sur un score vierge et nul. Toutefois, après 1974, le Maroc reprend normalement les compétitions au sein de la FIFA et de la CAF, les Lions de l'Atlas réussissent la qualification à la CAN 1976 en éliminant au dernier tour le Ghana. Malgré cette qualification à la CAN, le Nigeria barrera la route au Maroc pour les Jeux Olympiques de 1976[source secondaire souhaitée].

### Entre succès et échecs: Première CAN (1976-1986)
Avec comme entraîneur le Roumain Gheorghe Mărdărescu, le Maroc emmené par son capitaine Ahmed Faras entame sa deuxième participation en Coupe d'Afrique cette fois-ci disputée en Éthiopie. Lors de cette édition, la CAF décida d'adopter une nouvelle formule: Les deux premiers des groupes A et B se qualifient pour la poule finale. Ainsi les matchs à élimination directe à l'issue de la phase des groupes a complètement disparu cette année pour laisser place à un mini-championnat de quatre équipes dans lequel le premier est sacré champion d'Afrique. Un format similaire fut adopté lors de la coupe du monde 1950 au Brésil.
Le Maroc est versé dans le groupe B, aux côtés du Soudan, du Zaïre et du Nigeria. Le Maroc affronte pour son premier match les Soudanais et fait un match nul sur le score de 2-2. Les Lions de l'Atlas affrontent ensuite le Zaïre et remportent la rencontre grâce à une réalisation de Abdelâali Zahraoui à la 80e minute. Pour le dernier match du 1er tour, le Maroc affronte les Super Eagles. La rencontre débute très mal pour le Maroc puisque les Nigérians ouvrent le score à la 5e minute sur penalty. Mais la riposte marocaine ne se fait pas attendre et Ahmed Faras capitaine des Lions de l'Atlas égalise à la 8e minute de jeu. Abdallah Tazi inscrit ensuite le deuxième but pour le Maroc lors de la 19e minute avant que les Lions de l'Atlas assurent leur qualification avec un troisième but inscrit à la 81e minute.
Le Maroc finit 1er de sa poule et se retrouve dans la poule finale avec les Nigérians. Le Maroc rencontre pour son premier match l’Égypte, et gagne après l'ouverture du score par Ahmed Faras et un but de Abdelâali Zahraoui en fin de match, les Égyptiens ayant égalisé entre temps. Les Marocains se confrontent ensuite une nouvelle fois aux Nigérians qu'ils avaient déjà battus 3-1 lors du premier tour. Le Maroc gagne de nouveau malgré l'ouverture du score des Nigérians avec deux buts de Ahmed Faras et Redouane Guezzar.
En tête du groupe avec 4 points, avant son dernier match décisif face à la Guinée deuxième avec 3 points, le Maroc n'a besoin que d'un point. Mais la finale tourne rapidement à l'avantage du Sily National qui marque le premier but à la 33e minute. Les Marocains qui semblaient s'éloigner du trophée continental égalisent à la 86e minute grâce à Baba qui offre donc le premier et jusqu'à présent seul titre africain au Maroc.
Le Maroc frôla à deux reprises en 1974 et en 1982 la participation à la Coupe du monde, perdant devant le seul pays africain qualifié en 1974, le Zaïre, et en 1982 contre le Cameroun. À la CAN 1978, il ne confirma pas sa prestation de 1976, éliminé au premier tour.
En 1980, il prit la troisième place, battant l’Égypte sur le score de 2 buts à 0. À domicile en 1983, il remporte les Jeux Méditerranéens. Il ne se qualifie ni pour la CAN 1982, ni pour celle de 1984. À la CAN 1986, l’équipe du Maroc prend la quatrième place, battue par la Côte d’Ivoire sur le score de 3-2 avec des buts de Ghiati et de Sahil.

### Période 1986-2004
Le premier coup d'éclat en phase finale de Coupe du monde a lieu au Mexique en 1986. Après une première participation à la phase finale en 1970 au Mexique soldée par une élimination au premier tour, les Marocains entraînés à l'époque par le brésilien José Faria se qualifient à nouveau pour la Coupe du monde 1986 (toujours au Mexique). Emmené par des joueurs comme Aziz Bouderbala, Merry Krimau, Mohamed Timoumi et Abdelmajid Dolmy, le Maroc devient le premier pays africain à passer le premier tour d'une Coupe du monde, après 2 matches nuls 0-0 contre l'Angleterre et la Pologne et une victoire 3-1 (doublé d’Abderrazak Khairi et but d’Abdelkrim Merry Krimau) contre le Portugal. En huitième de finale, l’équipe du Maroc perd de justesse (0-1) contre la RFA par un but à la 89e minute de Lothar Matthäus.
Lors de la CAN 1988, à domicile, le Maroc termine premier de son groupe, mais est battu par le Cameroun en demi-finale, et prend la quatrième place en s’inclinant 4-3 aux tirs au but après un match nul 1 à 1 contre l’Algérie.
Il est éliminé au premier tour de la CAN 1992 et ne participe pas aux éditions de la CAN 1994 et 1996.
Après avoir manqué l'édition de la Coupe du monde de football 1990, les Marocains se qualifient pour deux nouvelles phases finales, en 1994 et 1998. Si leur élimination au premier tour en 1994 est logique (3 défaites (0-1 contre la Belgique, 1-2 contre l’Arabie saoudite, but de Mohammed Chaouch et 1-2 contre les Pays-Bas, but de Hassan Nader), celle de 1998 est cruelle.
Après un match nul contre la Norvège (2-2, buts de Mustapha Hadji et d’Abdeljalil Hadda) et une défaite contre le Brésil (0-3), le Maroc, entraîné par Henri Michel, bat nettement l'Écosse lors de son 3e match à Saint-Étienne (3-0, but d’Abdeljalil Hadda et doublé de Salaheddine Bassir) mais se fait dépasser au classement par la Norvège qui l'emporte dans les dernières minutes (et dans la polémique d'un penalty suspect) face à un Brésil déjà qualifié (2-1).
À la CAN 1998, après avoir fini premier du groupe, le Maroc est éliminé en quarts de finale par l’Afrique du Sud (1-2). Il remporte les 4e Jeux de la Francophonie en 2001. Le pays passe à quelques buts de la qualification pour la Coupe du monde 2002, mais c’est finalement le Sénégal qui se qualifie.

### Des Lions de l'Atlas qui peinent à confirmer (2000-2006)
Après deux premiers tours en 2000 et 2002, le Maroc a refait parler de lui en atteignant la finale de la CAN 2004, mais sera battu par le pays organisateur, la Tunisie de Roger Lemerre (1-2, but de Youssef Mokhtari).
Deux ans plus tard, c'est encore la Tunisie qui lui barre la route du Mondial 2006, de même à la CAN 2006 où le Maroc fut éliminé au premier tour. Le 16 novembre 2007, l’équipe du Maroc joue son premier match au Stade de France, contre la France, le match s'est soldé par un match nul (2-2, buts de Tarik Sektioui et de Youssef Mokhtari).
Après la CAN, l'équipe du Maroc commence les éliminatoires combinés de la Coupe d'Afrique et de la Coupe du monde 2006 dans le groupe 5. Le Maroc est aux côtés de la Tunisie qui lors de la CAN précédente a éliminé en finale les Lions de l'Atlas par 2-1, et les sélections du Malawi, du Kenya, de Guinée, du Burkina Faso et du Botswana. La qualification pour la Coupe du monde est réservée au premier de chaque groupe tandis que pour la CAN, ce sont les trois premiers de chaque poules qui se qualifient à la compétition.

Le Maroc enchaîne rapidement plusieurs victoires et matchs nuls dont les victoires face au Burkina Faso par 4-0, face au Kenya sur le score de 5-1, puis face au Malawi par 4-1. Mais pour le dernier match se tenant en Tunisie le 8 octobre 2005, le Maroc qui est classé 2e de son groupe derrière les Tunisiens, qui possèdent seulement un point de plus et qui n'ont encore perdu aucun match, doit absolument gagner pour se qualifier directement pour la Coupe du monde.

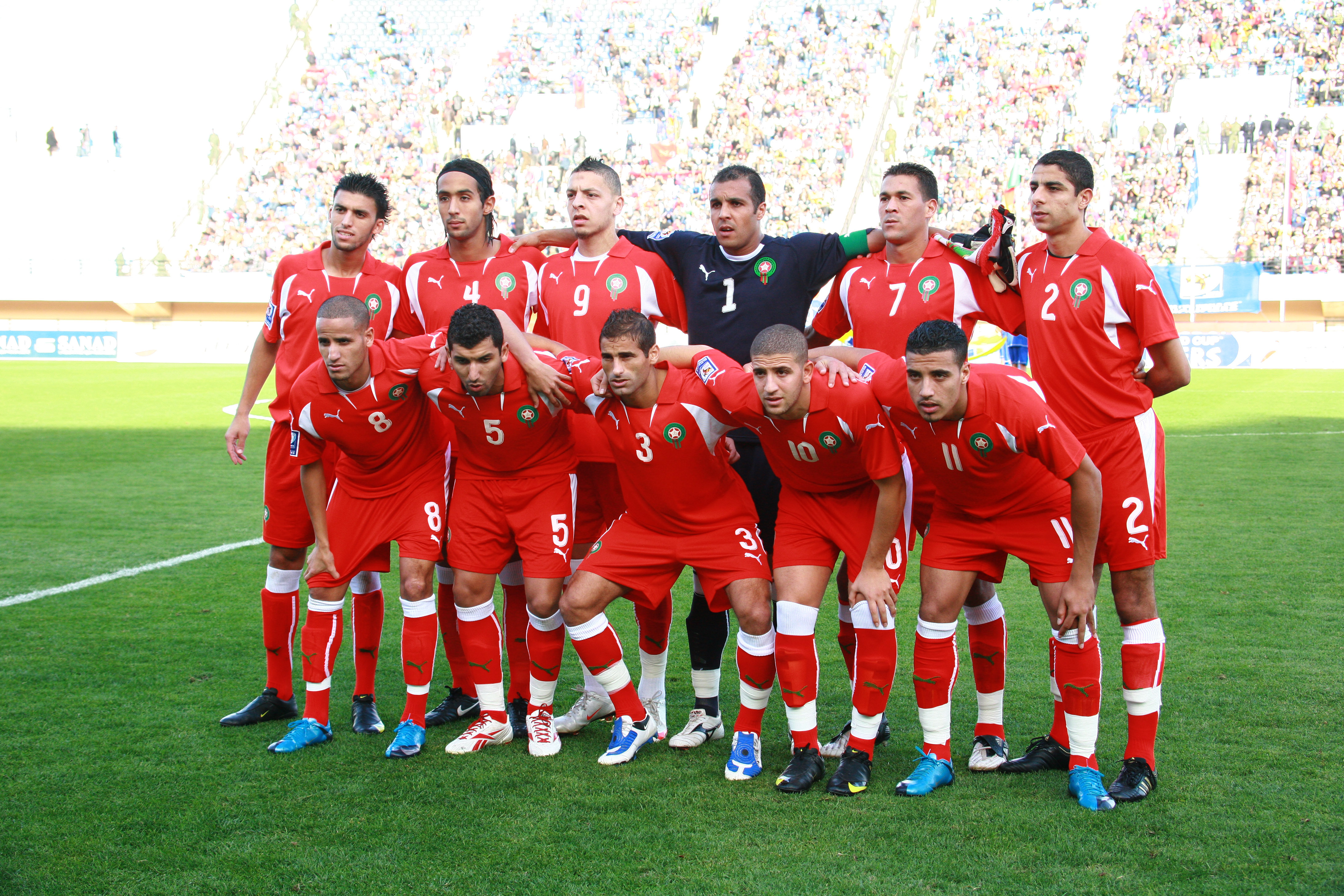
L'équipe du Maroc en 2009 lors du match contre le Cameroun.

 Les Lions de l'Atlas qui avaient cédé un nul à domicile face aux Aigles de Carthage lors du match aller se doivent à tout prix de remporter une victoire,. Dès le début de la rencontre à la 3e minute les Marocains ouvrent le score par l'intermédiaire de Marouane Chamakh. Les Tunisiens égalisent ensuite sur penalty lors de la 18e minute avant que le Maroc se ressaisit et inscrit le deuxième but grâce à Talal El Karkouri à la 42e minute de jeu. Malheureusement, au cours d'une action chanceuse sur centre du joueur tunisien Adel Chedli à la 69e minute, le ballon lobe le gardien Nadir Lamyaghri et rentre dans son but. La Tunisie est qualifiée au détriment du Maroc qui n'avait perdu aucun match sous la houlette de Badou Zaki.
Toutefois, grâce à sa 2e place lors des éliminatoires, le Maroc est qualifié pour la Coupe d'Afrique 2006. Le tirage au sort verse les Marocains dans le groupe A aux côtés de l'Égypte, pays organisateur, de la Côte d'Ivoire et de la Libye. Pour son premier match face aux Éléphants de Côte d'Ivoire, le Maroc est battu sur le score d'un but à zéro à la suite d'un penalty de Didier Drogba. Le match suivant l'oppose à l'Égypte devant son public, les Marocains arrachent le nul puis pareil face à la Libye. L'équipe termine 3e avec deux points devant la Libye.

### Des lendemains difficiles (2006-2012)

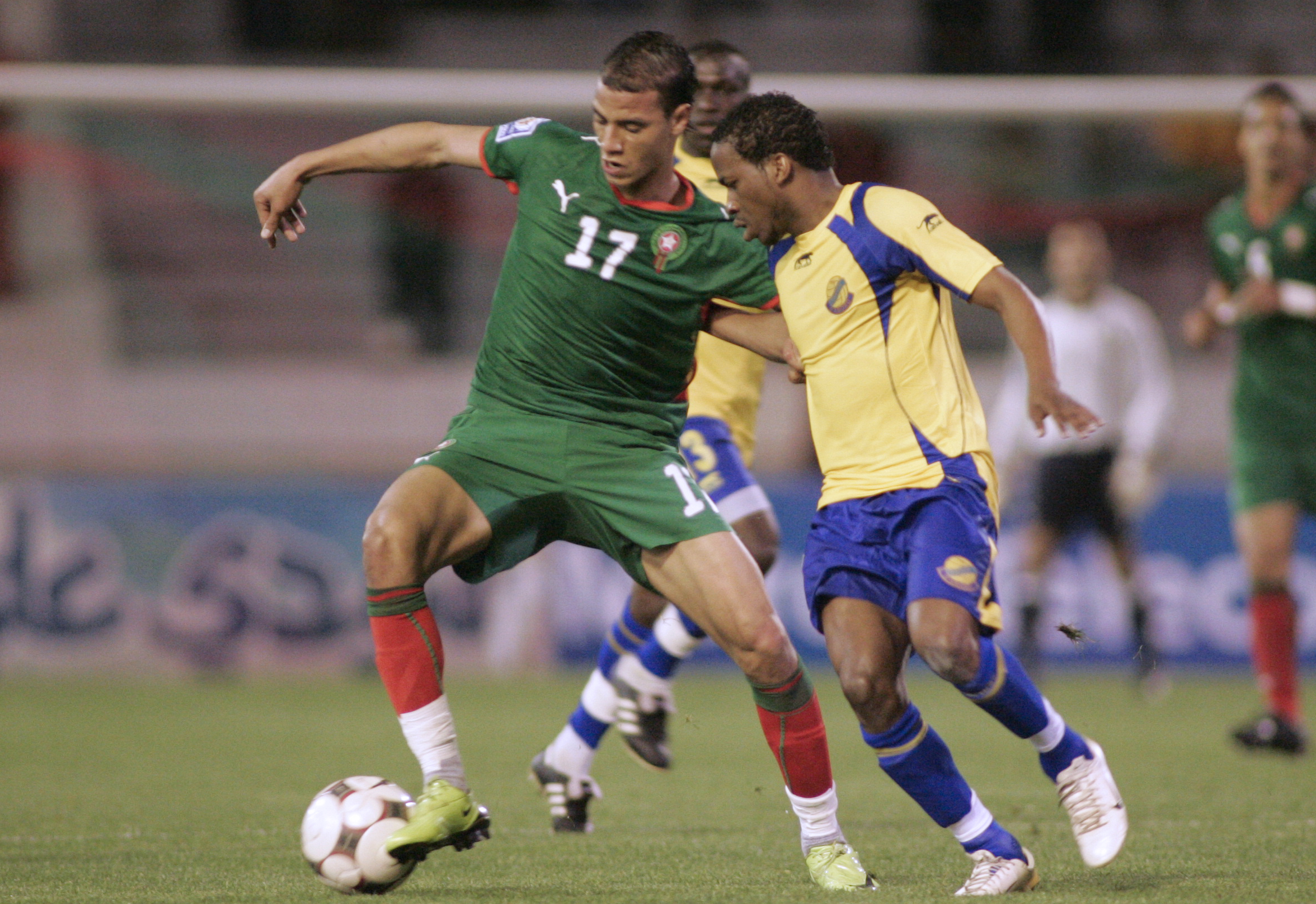
Maroc-Gabon (1-2) lors des éliminatoires de Coupe du monde et de Coupe d'Afrique.

En 2007, l'équipe du Maroc parvient à se qualifier à l'édition 2008 de la Coupe d'Afrique des nations. Le Maroc, comme lors des deux dernières éditions, est versé dans le groupe du pays organisateur qu'est le Ghana accompagné de la Guinée et de la Namibie. Les Lions de l'Atlas commencent la compétition en écrasant la Namibie sur le score de 5-1 grâce notamment à un triplé de Soufiane Alloudi. Malheureusement, la blessure de Alloudi durant la rencontre privera l'équipe marocaine de son principal atout et perdra ensuite ses deux matchs suivants : défaite sur le score de 3-2 face à la Guinée, et défaite face au pays organisateur, le Ghana sur le score de 2-0.

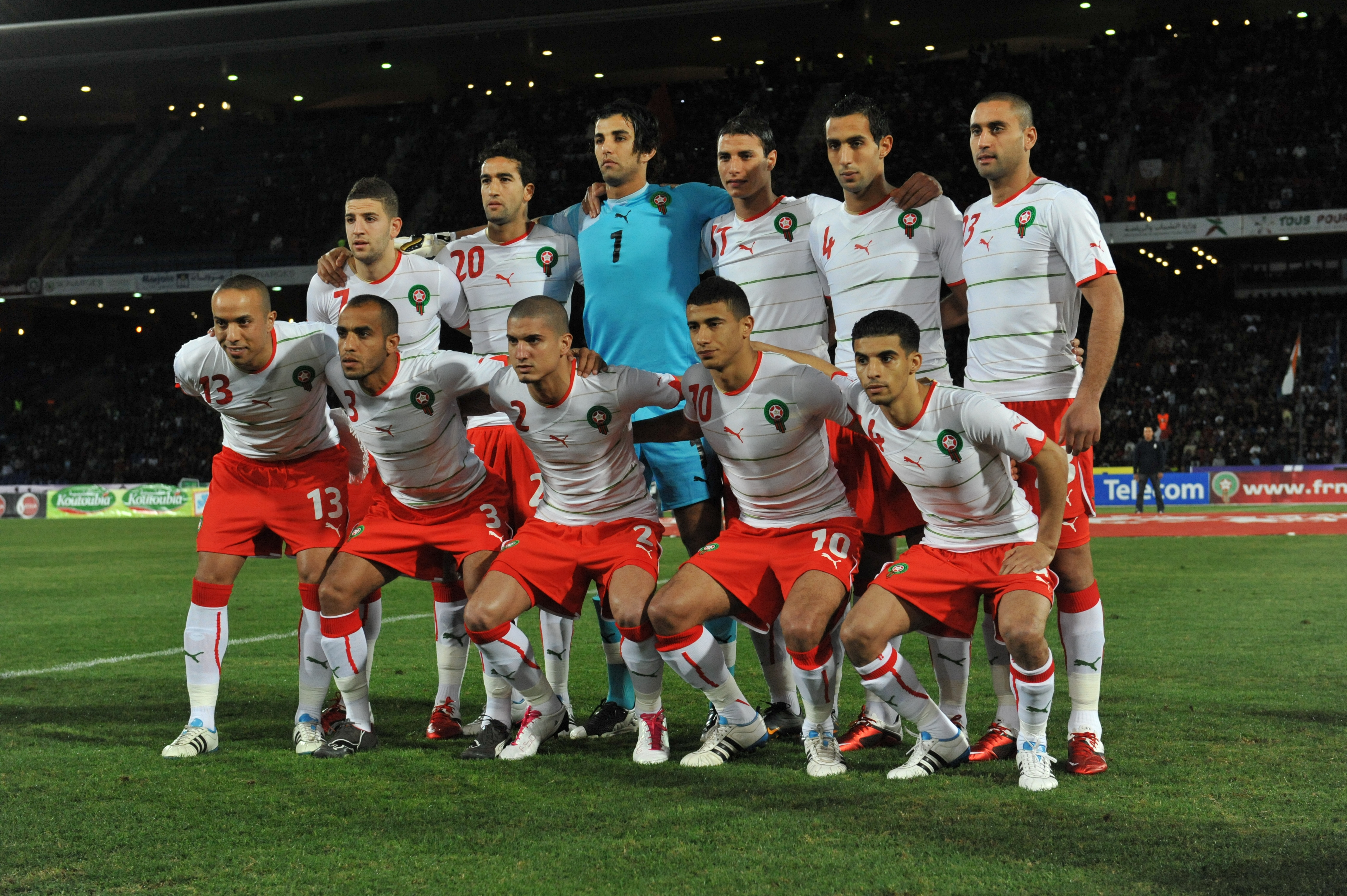
Maroc-Niger lors d'un match amical en 2011

L'équipe marocaine participe ensuite aux éliminatoires combinés de la Coupe d'Afrique et de la Coupe du monde 2010. Avec Fathi Jamal à la tête de la sélection par intérim, le Maroc domine le premier tour des qualifications avec 3 victoires et une défaite au terme du mois de juin 2008. La victoire face à l’Éthiopie sera finalement annulée à la suite de son exclusion par la FIFA. Ceci ne prive cependant pas le Maroc maintenant sous la houlette du Français Roger Lemerre nommé entraîneur du Maroc le 13 mai 2008 de finir premier du groupe avec 9 points, avec à la clé une victoire lors de la dernière rencontre face à la Mauritanie sur le score de 4-1. Mais à partir de 2009, après la défaite face au Gabon lors de la première journée comptant pour le dernier tour sur le score de 2-1 à domicile le 28 mars 2009, le général Hosni Benslimane, président de la FRMF depuis 1995 démissionne à la suite des mauvais résultats. Il est remplacé par Ali Fassi Fihri le 16 avril 2009.
Malgré ce changement de président, le Maroc ne parvient toujours pas à gagner et cède deux matchs nuls face au Cameroun à l’extérieur puis contre le Togo pourtant privé de son attaquant fétiche Emmanuel Adebayor à domicile, avec notamment un penalty non transformé de Mounir El Hamdaoui. Le 7 juillet 2009, Roger Lemerre est remercié par la FRMF, Hassan Moumen prend le relais aidé par 3 adjoints. Malgré ce changement d’entraîneur, le Maroc enchaîne un autre match nul face au Togo cette fois-ci à l’extérieur. Adel Taarabt égalisant en fin de rencontre. Puis, les Marocains finiront la dernière ligne droite de la campagne de qualification avec deux autres défaites sur le score de 3-1 face au Gabon à l’extérieur puis 2-0 contre le Cameroun à Fès. Le Maroc finit dernier de son groupe et ne se qualifie à aucune compétition.
En 2010, l'équipe ne dispute que très peu de matchs sous la houlette de Dominique Cuperly, entraîneur par intérim et futur entraîneur adjoint en attendant la nomination le 8 juin 2010 du Belge Eric Gerets qui redonne un nouveau souffle à une équipe qui avait chuté à la 95e place au classement FIFA en septembre 2010, le pire de l'histoire de la sélection marocaine. Sous la houlette de Gerets, le Maroc réussit la qualification à la Coupe d'Afrique des nations 2012 en remportant le dernier match décisif face à la Tanzanie sur le score de 3-1. Lors de ces éliminatoires, l'Algérie qui avait battu le Maroc lors du match aller à Annaba sur le score de 1-0, va être battue lors du match retour à Marrakech sur le score de 4-0.

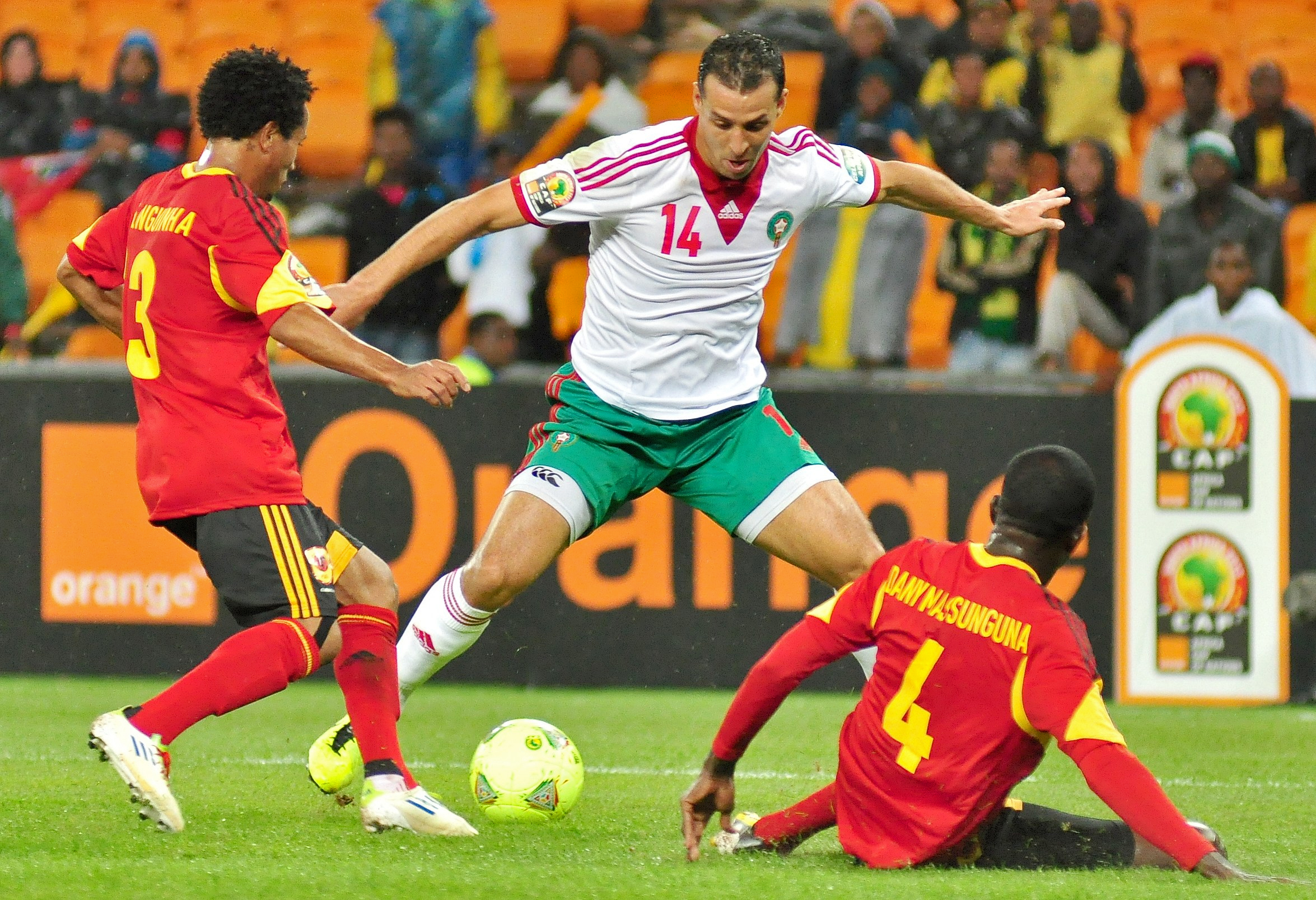
El Hamdaoui (centre) contre deux défenseurs Angolais à la Coupe d'Afrique des nations de football 2013.

Toujours sous la houlette d'Eric Gerets, l'équipe du Maroc dispute sa 14e CAN de son histoire lors de l'édition 2012 de la Coupe d'Afrique des nations. Comme depuis 2004, l'équipe se trouve dans le groupe d'un des pays organisateur, le Gabon. Mis à part le Gabon, la Tunisie ainsi que le Niger sont présents dans le groupe. L'équipe commence très mal la compétition avec une première défaite face à la Tunisie sur le score de 2-1. Le Maroc doit ensuite affronter le pays organisateur, cette rencontre se termine à l'avantage des Gabonais qui remportent la rencontre sur le score de 3-2 malgré l'ouverture du score par les Marocains par Houssine Kharja auteur d'un doublé. Le Maroc est ainsi éliminé et bat lors de son dernier match l'équipe du Niger sur le score d'un but à zéro.
Toutefois malgré cette médiocre prestation au niveau continental, le Maroc participe à la coupe arabe des nations de football avec une équipe composée entièrement de joueurs évoluant dans le championnat national. L'équipe prend la première place lors des phases de groupe devant la Libye. La qualification en demi-finale assurée, le Maroc affronte l'Irak qui n'a pas pris part à la compétition depuis bien longtemps. La rencontre tourne à l'avantage des Marocains qui inscrivent deux buts contre un pour l'Irak. La Libye de son côté réussit à se défaire du pays organisateur, l'Arabie saoudite et doit donc affronter en finale les Lions de l'Atlas. La compétition est remportée par les Marocains le 7 juillet 2012 grâce à la victoire lors des tirs au but après un match nul sur le score d'un but partout.

### Les années sombres (2013-2015)

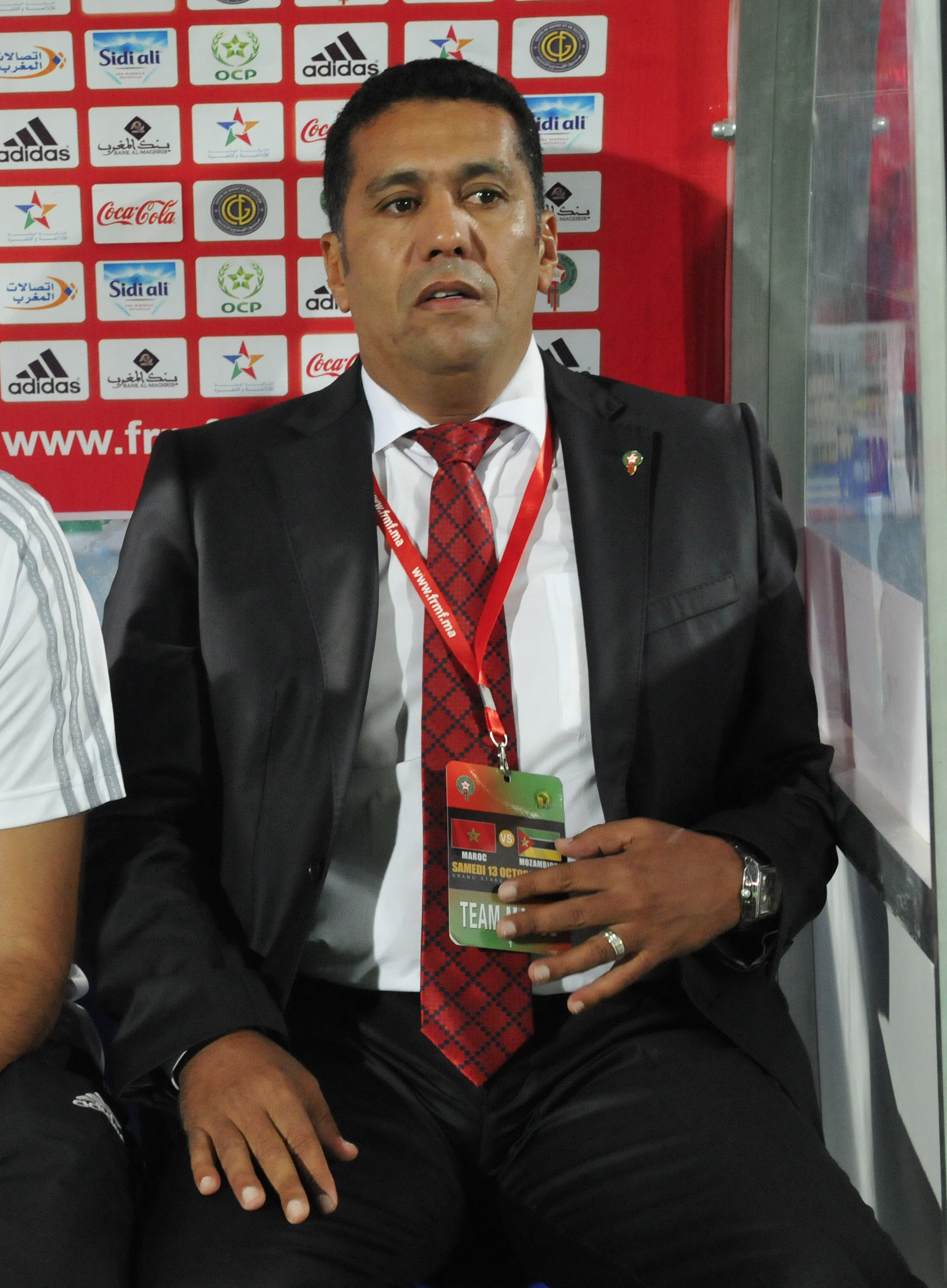
Rachid Taoussi lors de la CAN 2013.

À la suite de la défaite face au Mozambique 2-0 en match aller comptant pour des éliminatoires de la CAN 2013, le sélectionneur belge Eric Gerets sera limogé pour laisser place à Rachid Taoussi. L'entraîneur établira ses plans pour construire une nouvelle équipe nationale marocaine, composée en partie de joueurs évoluant dans le championnat marocain et de joueurs issus des championnats étrangers. Lors de son premier match en tant que sélectionneur, le Maroc renverse la vapeur en écrasant le Mozambique 4-0 au match retour au Stade de Marrakech permettant aux Lions de l'Atlas de se qualifier pour la phase finale de la CAN 2013.
À l'occasion de la CAN 2013 en Afrique du Sud, le Maroc tombe dans un groupe avec le pays organisateur, le Cap-Vert ainsi que l'Angola. Le sélectionneur décide entretemps, début 2013, d'effacer de sa liste certains joueurs clés de l'effectif marocain. Ainsi, des joueurs tels que Marouane Chamakh, Mbark Boussoufa et notamment Houssine Kharja, buteur de la précédente CAN avec trois buts, seront les principaux absents. Le Maroc fait match nul lors de ses trois rencontres. Cependant, il rate de peu la qualification pour les quarts de finale. Lors de la dernière rencontre à Durban face au pays hôte. Le Maroc mène à la marque à deux reprises dont un but à la 81e minute par Abdelilah Hafidi, avant d'être rejoint par les Sud-Africains. Les Marocains tiennent leur qualification jusqu'à la 90e minute, où dans l'autre rencontre, le Cap-Vert réussit à inscrire le but de la victoire face à l'Angola, privant les Lions de l'Atlas des quarts de finale.
Rachid Taoussi restera aux commandes de l'équipe nationale lors des éliminatoires de la Coupe du monde 2014. Le Maroc ne réussit pas à cette occasion à se hisser au dernier tour en terminant deuxième du groupe derrière la Côte d'Ivoire. Son contrat ne sera pas renouvelé et il quitte son poste en octobre 2013 juste après la rencontre amicale l'opposant à l'Afrique du Sud au Stade Adrar à Agadir. Le Maroc reste pendant quelques mois sans sélectionneur, avant la nomination de Hassan Benabicha pour assurer l'intérim lors de la rencontre amicale opposant le Maroc au Gabon à Marrakech en mars 2014 (match nul 1-1) en attendant la venue d'un nouveau sélectionneur.
En mai 2014, Badou Zaki, ancien sélectionneur du Maroc lors de la CAN 2004, est nommé nouveau sélectionneur des Lions de l'Atlas. Le sélectionneur comptera sur les talents européens pour reconstruire totalement l'équipe du Maroc, avec des joueurs principaux gardés spécialement pour leur expérience, notamment Mehdi Benatia, Karim El Ahmadi ou encore Nordin Amrabat. Badou Zaki sera à l'origine de la venue de la pépite néerlando-marocaine Hakim Ziyech en sélection marocaine, âgé alors de 22 ans, le gardien Munir Mohand Mohamedi ainsi que Hachim Mastour. Afin de préparer la future compétition CAN 2015 qui se déroule à domicile, Badou Zaki décide avec la FRMF d'effectuer un stage de préparation au Portugal avec à la clé deux matchs amicaux face au Mozambique (victoire 4-0) et l'Angola (défaite 2-0) ainsi qu'une troisième rencontre à Moscou face à la Russie (défaite 2-0). Les Marocains enchaînent alors avec une série de rencontres amicales fin 2014 où l'équipe fait bonne figure avec 5 victoires et un nul face au Qatar.
À quelques mois de la compétition, alors que le virus Ebola fait des milliers de morts en Afrique, la fédération marocaine de football décide d'annuler la compétition afin de garantir la sécurité aux citoyens marocains. Le président de la Confédération africaine de football décide de pénaliser le Maroc en l'excluant de la compétition qui a finalement été déplacée en Guinée équatoriale. Le Maroc affronte ensuite en amical l'équipe d'Uruguay en mars 2015. À cette occasion, le coach impressionne en alignant une toute nouvelle composition avec notamment le retour de Marouane Chamakh et de Houssine Kharja. La rencontre s'est soldée par une défaite des Marocains sur un penalty transformé par Edinson Cavani.
Privé dans un premier temps par la CAF de deux CAN consécutives à la suite de l'épisode de la CAN 2015. Le Maroc obtiendra gain de cause auprès du Tribunal arbitral du sport qui annule cette sanction. Le Maroc se retrouve donc en compagnie du Cap Vert, de la Libye et du Sao Tomé et Principe dans le cadre des éliminatoires de la CAN 2017. Le Maroc entame à merveille sa campagne qualificative, en disposant de la Libye 1-0 à domicile et du Sao Tomé 3-0 à l'extérieur. Entretemps, les Lions de l'Atlas réussissent à se hisser difficilement à la phase des groupes des éliminatoires de la coupe du monde 2018 en prenant le meilleur sur la Guinée équatoriale 2-1 en score cumulé.

### L'ère Hervé Renard (2016-2019)

#### CAN 2017 - CHAN 2018 et qualification au Mondial 2018
| Munir Hakimi Saïss Benatia Dirar Boussoufa El Ahmadi Belhanda Ziyech Boutaïb Amrabat |

En février 2016, Hervé Renard est officiellement nouveau sélectionneur du Maroc. Le Français décide alors de se passer de plusieurs joueurs cadre pour de jeunes joueurs évoluant en Europe et en Botola Pro. Avec une équipe nationale dont une moitié est née en France et l'autre soit aux Pays-Bas soit dans d'autres pays, Renard se servira de Mbark Boussoufa pour traduire les consignes du français au néerlandais pour les Marocains néerlandophones. Avec une équipe très soudée et dotée de beaucoup de talents tels que Hakim Ziyech, Sofiane Boufal ou encore Achraf Hakimi, l'équipe se qualifiera rapidement à la CAN 2017 qui a lieu au Gabon.
En janvier 2017, la CAN débute pour le Maroc par une défaite face à la République Démocratique du Congo. Après ce mauvais début de compétition, l'équipe marocaine enchaîne par une rencontre face au Togo. L'équipe togolaise marque le premier but. C'est alors une grande déception pour les supporters marocains avant que les Lions de l'Atlas ne se reprennent et finissent par l'emporter sur un score final de 3-1. Le troisième match a lieu le 24 janvier face à la Côte d'Ivoire. Avec un grand nombre de joueurs soit forfaits soit blessés, Hervé Renard fait confiance aux jeunes talents formés au Maroc, notamment Youssef En-Nesyri et Hamza Mendyl pour faire face à la 'grande' équipe de Côte d'Ivoire. À la 64e minute, Rachid Alioui marque un but légendaire qui qualifiera les Lions de l'Atlas en quarts de finale de la Coupe d'Afrique 2017.
Les quarts de finale se jouent le 29 janvier 2017 face à l'Égypte qui figure traditionnellement parmi les favoris de la compétition. Après une rencontre largement dominée par le Maroc, un corner est sifflé à la 87e minute en faveur des Egyptiens. Une erreur défensive de Mehdi Benatia met alors un terme à la CAN 2017 pour le Maroc qui est défait 0-1. Depuis 2004, les Marocains n'avaient plus jamais joué de quarts de finale d'une Coupe d'Afrique des nations.
Le 11 novembre 2017, les Lions de l'Atlas mettent un terme à 20 ans d'absence en Coupe du monde. Ils se qualifient sur une victoire de 2-0 face à la Côte d'Ivoire à Abidjan sur des buts de Nabil Dirar et Mehdi Benatia. Le Maroc boucle sa campagne de qualification pour le Mondial 2018 avec un bilan de trois victoires et trois nuls dont un retentissant 6-0 à domicile face au Mali et en n'encaissant aucun but. Chose qu'aucune nation qualifiée pour ce mondial n'a réalisé lors de ses éliminatoires. La qualification a été fêtée dans plusieurs villes au Maroc ainsi qu'à Paris, Amsterdam et Bruxelles. Elle provoque ainsi les émeutes du 11 novembre 2017 à Bruxelles.
En février 2018, la sélection marocaine des joueurs locaux remporte pour la première fois le Championnat d'Afrique des nations 2018 (CHAN). Cette cinquième édition a lieu au Maroc, les Lions de l'Atlas s'imposent en finale face au Nigeria (4-0), au Complexe sportif Mohammed V de Casablanca. Le Maroc est à ce jour, le seul pays hôte à avoir remporté cette compétition.

#### Parcours mitigé à la Coupe du monde 2018

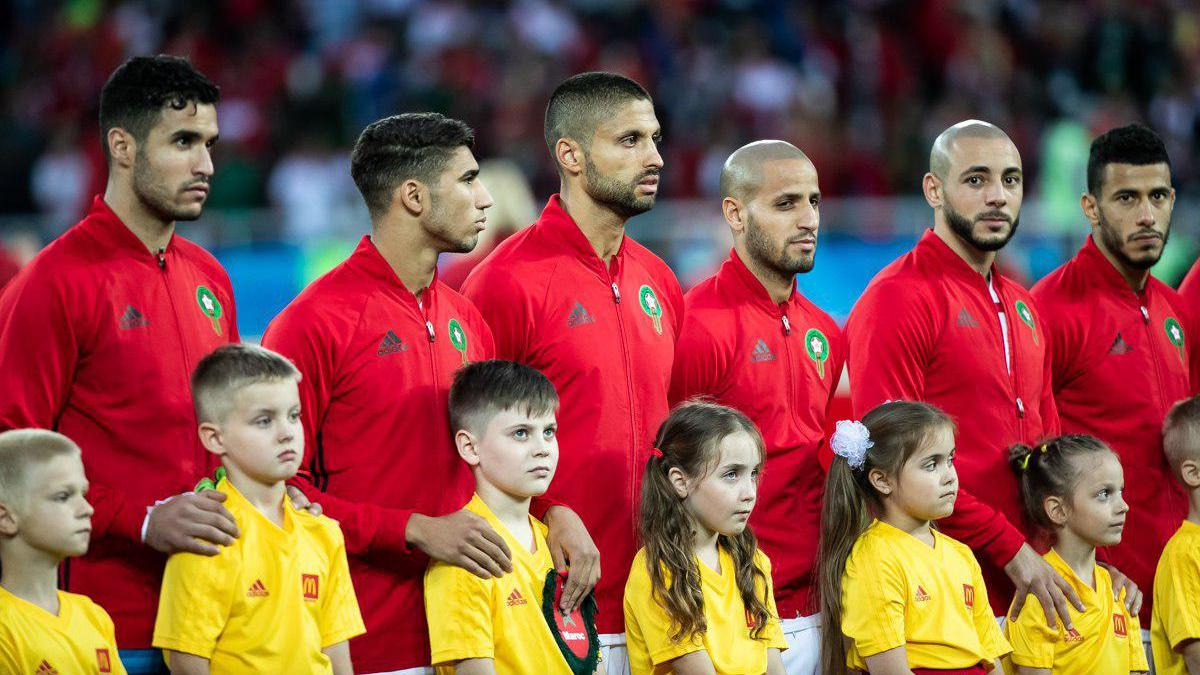
Match de l'équipe du Maroc face à l'Espagne (2-2) en Coupe du monde 2018

Le tirage au sort de la phase finale est effectué le 1er décembre 2017 à Moscou. Le Maroc est placé dans le groupe B en compagnie du Portugal (Championne d'Europe en titre), de l'Espagne (Championne du monde en 2010) et de l'Iran (premier qualifié de la zone asiatique)
Hervé Renard sélectionne les 23 joueurs dont 8 joueurs formés en France, 5 aux Pays-Bas et 5 au Maroc. Le premier match des Lions de l'Atlas, considéré comme étant le match le plus décisif du groupe B avec l'Espagne et le Portugal prendra énormément d'ampleur au sein du groupe. Le Maroc jouera son premier match avec un nombre de 62 548 spectateurs dans les tribunes russes de Saint-Pétersbourg. L'équipe de l'Iran décidera de fermer les couloirs tout au long du match dans un jeu très fermé. À la 76e minute, Sofyan Amrabat entrera en jeu à la place de son frère Nordin Amrabat, victime d'une commotion cérébrale en plein match à la suite d'un choc avec un joueur iranien. Malgré la possession de jeu forte dominante en faveur des marocains, le match tournera tardivement au cauchemar à la 90 +5e minute où Sofyan Amrabat qui provoquera une faute pas loin de la surface de son propre camp en faveur des Iraniens. Étant la dernière action du match, Aziz Bouhaddouz, cherchant à pousser la balle en dehors des limites, fera l'erreur de pousser la balle dans son camp à la dernière minute du match. Le match se soldera alors sur une défaite d'un but à zéro en faveur des Iraniens, un scénario très inattendu par les supporters marocains. Le joueur formé en Allemagne recevra un tas de messages de soutien de la part du monde de football, afin de stimuler les Lions de l'Atlas pour leurs deux prochains matchs également décisifs. Le jeune joueur Amine Harit sera désigné homme du match par la FIFA.
Avec le retour de blessure de Nabil Dirar, Hervé Renard décidera de changer la charnière de la défense centrale Mehdi Benatia - Romain Saïss en titularisant Manuel da Costa à la place de Romain. Ce dernier n'a pas pu arrêter le rapide Cristiano Ronaldo qui marque d'un coup de tête le but à la 4e minute. Avec l'obligation de gagner le match sous peine de se faire éliminer de la compétition, les Marocains domineront le jeu et verront une dizaine d'occasions s'envoler en leur faveur, généralement par le capitaine Mehdi Benatia. À la 95e minute, le Maroc sera finalement éliminé de la compétition après le coup de sifflet final de l'arbitre Mark Geiger. Malgré un match étonnant de la part de Nordin Amrabat, revenu étonnement il y a 5 jours d'une commotion cérébrale, la FIFA décidera de nommer Cristiano Ronaldo homme du match. D'énormes polémiques feront surface le lendemain du match, notamment le but de Cristiano Ronaldo à la 4e minute où Pepe fait une faute sur Khalid Boutaïb ou encore une main dans la surface portugaise. Nordin Amrabat critiquera vivement l'arbitre américain. Ce dernier entraînera la FIFA à une enquête de courte durée sur l'arbitre américain qui s'en sortira sans problèmes.
Éliminé de la compétition, les Marocains feront preuve d'honneur dans le troisième match face à l'Espagne, considérés à cette période comme adversaire favori du groupe B. Mis sur le banc avant le début de la rencontre, Mehdi Benatia laissera son brassard au deuxième capitaine du Maroc, Mbark Boussoufa. Pressés et dominés dans le premier quart d'heure, Khalid Boutaïb profitera d'une perte de balle de Sergio Ramos dans le milieu de terrain pour aller marquer le premier but du Maroc dans la compétition dans un 1 contre 1 face à David De Gea à la 14e minute. La Roja fera très vite parler sa compétitivité en égalisant à la 19e minute sur un but d'Isco. Les Lions de l'Atlas seront largement dominés en première mi-temps sur le score de 1-1. En deuxième mi-temps, Hervé Renard fera rentrer Fayçal Fajr à la 63e minute. Ce dernier délivrera une passe décisive sur corner à Youssef En-Nesyri, également entré en jeu à la 72e minute, qui mettra le Maroc en avant sur le score de 1-2 à la 81e minute. Comme face à l'Iran, à la dernière minute, Iago Aspas égalisera la mise sur un but sifflé hors-jeu par l'arbitre Ravshan Irmatov avant que l'assistance vidéo VAR voit les ralentis, et décide de valider le but espagnol. Considéré comme le match le plus agité des phases de poules avec 6 cartons jaunes en faveur des Marocains, l'arbitrage sera à nouveau pris pour cible par beaucoup d'internautes et des joueurs également. En effet, le 2e but espagnol n'était pas valable. Le but vient en effet d'un corner concédé à gauche mais qui est joué à droite. Cet erreur d'arbitrage prive le Maroc d'une victoire de prestige sur l'Espagne.Le Maroc peut sortir la tête haute en réussissant à marquer 2 buts, mais pourra nourrir quelques regrets.
Quelques jours après l'élimination du Maroc au Mondial 2018, la FIFA décidera de sanctionner sévèrement la FRMF, les condamnant à verser une amende de 65 650 dollars, soit près de 622 300 dirhams pour le comportement de Nordin Amrabat mais également de certains membres du staff.

#### CAN 2019 et démission d'Hervé Renard (2018-2019)
Parvenant facilement à se qualifier à la Coupe d'Afrique des nations 2019 en Égypte grâce à une poule peu compliquée, composée du Malawi, des Comores et du Cameroun, parvenant à gagner huit matchs avec quatre matchs nul. Le Maroc termine premier de sa poule avec 11 points, en égalité avec le Cameroun avec Hakim Ziyech comme meilleur buteur avec trois buts.
Le 11 juin 2019, Hervé Renard publie sa liste des 23 joueurs sélectionnés, avec une remarquable ressemblance à la liste précédente de la Coupe du monde 2018. Seuls Yunis Abdelhamid, Sofiane Boufal, Mehdi Bourabia et Oussama Idrissi rejoignent la tanière, avec la surprise Noussair Mazraoui, qui choisit de représenter le Maroc au lieu des Pays-Bas.
Tombant dans une poule composée de l'Afrique du Sud, la Namibie et la Côte d'Ivoire, le Maroc parvient à résulter trois victoires de 1-0, tombant dans une huitièmes de finale face au Bénin. Les Marocains héritent d'un penalty à la dernière minute du match, manquée par Hakim Ziyech. Ils filent alors en prolongations jusqu'aux tirs au but, où les Marocains sont battus sur le score de 1-4.
En juillet 2019, après 41 mois à la tête de la sélection et une élimination du Maroc en huitième de finale de la CAN 2019, Hervé Renard annonce sa démission,.

### Passage de Vahid Halilhodžić (2019-2022)

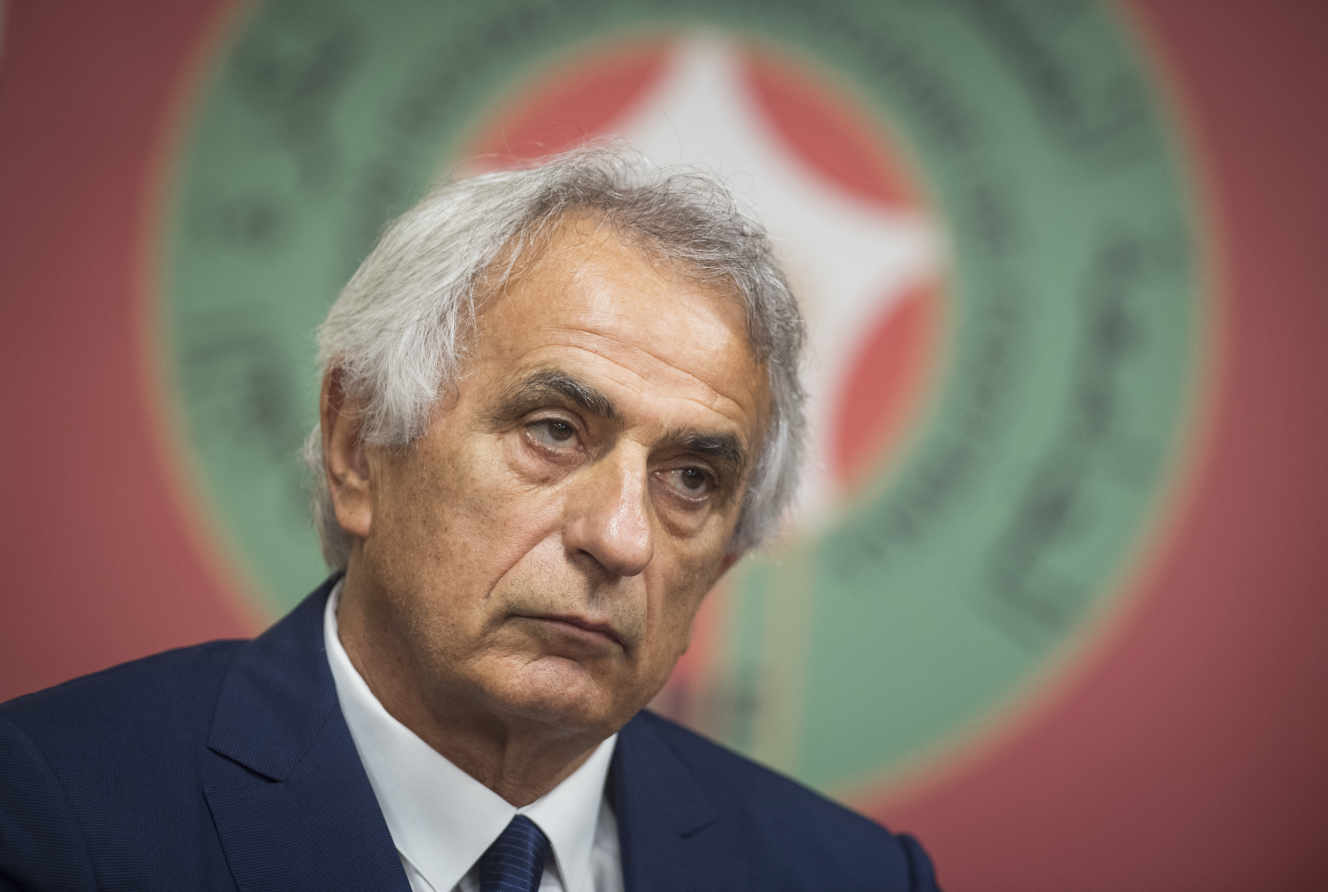
Halilhodžić est présenté en août 2019.

Le 15 août 2019, Fouzi Lekjaa, président de la Fédération royale marocaine de football, officialise le recrutement de Vahid Halilhodžić qui fut notamment sélectionneur de l’Algérie et de la Côte d’Ivoire. Dans son contrat sont fixés les objectifs d'une demi-finale à la Coupe d'Afrique des nations 2021 et une qualification à la Coupe du monde 2022. Il est épaulé par le sélectionneur adjoint Mustapha Hadji.
Le 17 août 2019, une présélection de 46 joueurs est publiée avec la présence d'anciens internationaux, des internationaux actuels et des espoirs marocains. Le retour d'Adel Taarabt a lieu dans la liste définitive qui selon Vahid, « est motivé par le sélectionneur adjoint ». Au fil du temps et des matchs amicaux, Vahid intègre des nouveaux éléments binationaux tels qu'Aymen Barkok, Selim Amallah ou encore Munir El Haddadi. Ce dernier lui est autorisé par la FIFA un changement de nationalité sportive malgré avoir fait ses débuts internationaux avec l'équipe d'Espagne. La FRMF parvient également à convaincre Adam Masina pour occuper le poste de latéral gauche, appauvrissant depuis de nombreuses années.
Avec cette modernisation de l'effectif Hervé Renard, Vahid parvient à créer une nouvelle ossature pour mener les qualifications à la Coupe d'Afrique des nations 2021, avec des matchs vainqueurs, souvent en manque de beau jeu, selon la presse et les supporters marocains. Il lance ainsi le duo Samy et Ryan Mmaee. Le Maroc tombe dans une poule éliminatoire composée de la Mauritanie, du Burundi et de la République centrafricaine. En six matchs, le Maroc termine la campagne à la première place de la poule avec 14 points, parvenant à remporter quatre matchs et deux matchs nuls. Lors de la troisième journée du Maroc dans cette poule, le sélectionneur entre en conflit avec Noussair Mazraoui, après que ce dernier ait refusé de boire une bouteille d'eau à l'entraînement. Le Bosnien empêche alors définitivement l'international marocain de retourner en sélection et fait appel à Sofiane Alakouch pour compenser la doublure d'Achraf Hakimi. Peu après son embrouille avec Mazraoui, il entre également en conflit avec Hakim Ziyech, qui aurait défendu Noussair Mazraoui, selon la presse néerlandaise. Cependant, les raisons exactes restent floues. Pendant que le sélectionneur déclare que Hakim Ziyech ne se donne pas assez à l'entraînement et qu'il aurait un comportement à laisser désirer, Ziyech, quant à lui, dément les propos du sélectionneur et le traite de menteur via ses réseaux sociaux. Il prend également la décision de ne plus retourner en équipe nationale tant que le sélectionneur est à la tête de l'équipe du Maroc. Noussair Mazraoui, Hamdallah et Younès Belhanda prennent aussi la même décision, après de nombreuses absences dans les listes du Maroc.
Alors que Vahid parvient à enchaîner les victoires, il fait de même lors des qualifications à la Coupe du monde 2022 et remporte 18 points sur 18 (6 victoires) dans un groupe composé de Guinée, de Guinée-Bissau et du Soudan, propulsant le Maroc dans les barrages face à la République démocratique du Congo. Tout cela avec l'absence des cadres, à la suite de nombreux conflits, avec notamment aussi Amine Harit qu'il juge « n'ayant pas le niveau » à la suite de son rendement néant en sélection.
En janvier 2022, la Coupe d'Afrique des nations de football 2021 a lieu au Cameroun. Lors de cette compétition, il lance Azzedine Ounahi et Tarik Tissoudali comme nouveaux éléments et fait de Sofiane Boufal et d'Achraf Hakimi des éléments indispensables. En phase de poule, le Maroc bat le Ghana (1-0), les Comores (2-0) et fait match nul face au Gabon (2-2). Le Maroc passe les huitièmes de finale grâce à une victoire face au Malawi (2-1) et se retrouve en quart de finales face à l'Égypte. 
Le Maroc file en prolongations face aux Egyptiens après un match nul de 1-1, avant d'encaisser un but en prolongations (défaite, 1-2). À la suite de cette élimination, Vahid n'atteint pas l'objectif de la demi-finale fixé sur son contrat. Son départ est mis en question avant d'être finalement gardé par le président pour préparer les barrages de Coupe du monde 2022 face à la République démocratique du Congo.
En février 2022, Vahid Halilhodžić entre en conflit avec Mustapha Hadji, avant que ce dernier soit remercié.
En mars 2022, le Maroc fait match nul (1-1) à Kinshasa grâce à un but de Tarik Tissoudali avant de faire une remarquable prestation au Stade Mohammed-V face aux Congolais (4-1). Les éléments de Vahid, notamment Azzedine Ounahi et Tarik Tissoudali sont les joueurs qui ont permis au Maroc de remporter ce match. Cependant, les Marocains sont à moitié content du fait que les éléments de haut niveau, notamment Hakim Ziyech, Noussair Mazraoui, Amine Harit ou encore le nouvel élément Ez Abde, manquent toujours à l'appel, notant que de nombreux joueurs sans temps de jeu sont appelés dont Sofiane Alakouch, Aymen Barkok, Munir El Haddadi ou encore Sofian Chakla.
En juin 2022, Vahid Halilhodžić prépare ses derniers matchs avant la Coupe du monde 2022 avec des matchs face à l'Afrique du Sud, du Liberia et des États-Unis. Perdant le match amical face aux Américains sur un score rare de 3-0 avec toujours l'absence des éléments clés de l'équipe du Maroc, son départ est imminent, relayé par le monde médiatique marocain.
Le 11 août 2022, le contrat du sélectionneur bosnien est résilié.

### La renaissance avec Walid Regragui (depuis 2022)

#### Mondial 2022: des moments de gloire historiques
Le 31 août 2022, Walid Regragui est présenté en tant que sélectionneur de l'équipe du Maroc par Fouzi Lekjaa lors d'une conférence de presse au Complexe Mohammed VI. Dès sa nomination, il contacte les cadres boycottés tels que Hakim Ziyech, Noussair Mazraoui, Amine Harit, Younès Belhanda et Abderrazak Hamed-Allah pour évoquer et/ou proposer un retour en sélection nationale afin de participer à la dernière trêve internationale de septembre 2022 avant le Mondial 2022. Il fait également appel à de nouveaux éléments tels qu'Ez Abde ou encore Abdelhamid Sabiri.

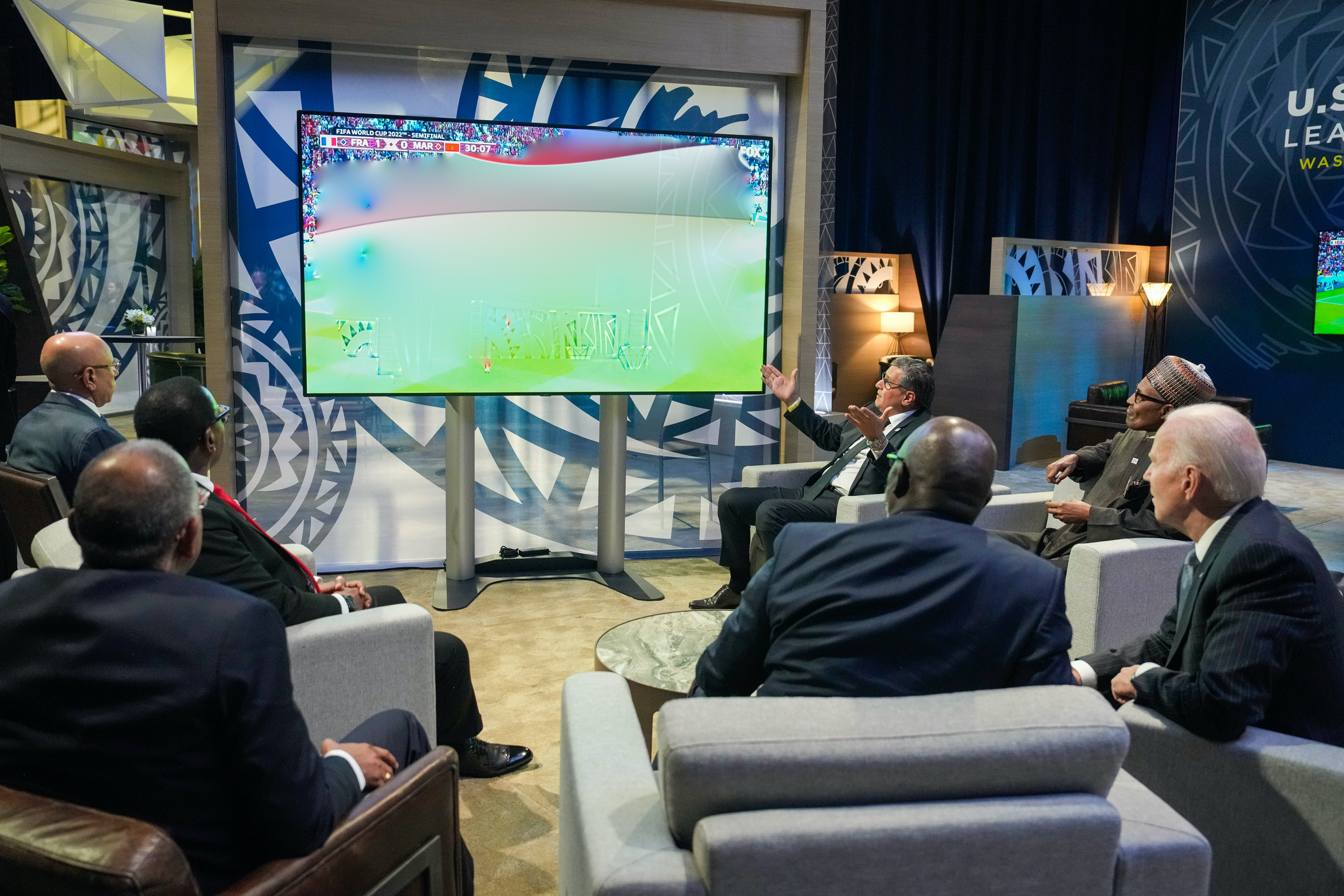
Le premier ministre marocain Aziz Akhannouch regardant France - Maroc en compagnie du président américain Joe Biden.

Grâce à un nul contre la Croatie (0-0) puis deux victoires contre la Belgique (2-0) et le Canada (2-1), le Maroc termine première de son groupe et se qualifie pour les 8e de finale de la compétition pour la deuxième fois de son histoire et en quarts de finale pour la première fois contre l'Espagne, après une séance de penaltys et un triple arrêt du gardien marocain Yassine Bounou (victoire sur tab, 3-0).
Le Maroc crée la surprise en devenant le premier pays africain à se hisser dans le dernier carré d'une Coupe du monde grâce à sa victoire 1-0 contre le Portugal en quarts de finale. Les Lions de l'Atlas se font sortir en demi-finale par la France (défaite 2-0). Lors du parcours des Marocains en Coupe du monde, de nombreux joueurs se révèlent, notamment Azzedine Ounahi et Sofyan Amrabat, qui bénéficient d'une grande visibilité internationale,. Alors que la France file en finale pour affronter l'Argentine, le Maroc retrouve la Croatie pour disputer le match pour la 3e place qu'elle perd sur le score de 2 à 1. Le Maroc termine la compétition à la 4e place de la Coupe du monde 2022 au Qatar.
Le 20 décembre 2022, de retour du Qatar, les joueurs, le sélectionneur, Walid Regragui, et le président de la fédération marocaine de football, Fouzi Lekjaa, sont reçus au Palais royal de Rabat par le roi Mohammed VI, le prince héritier Moulay el-Hassan et le prince Moulay Rachid pour être officiellement décorés Ordre du Trône. Walid Regragui et Fouzi Lekjaa héritent du grade commandeur tandis que les 26 joueurs sélectionnés héritent du grade officier,,,

#### CAN 2023: Un parcours peu concluant
Le vendredi 24 mars 2023, le Maroc se qualifie pour la CAN 2023 grâce au match nul entre l’Afrique du Sud et le Liberia qui sont dans le même groupe que les Lions de l’Atlas pour la qualification.
Le 25 mars 2023, les internationaux marocains sont accueillis par une foule de 65 000 supporters au Stade Ibn-Batouta de Tanger et remportent une victoire historique face au Brésil, classé premier au classement mondial de la FIFA (victoire, 2-1),,. Cette victoire du Maroc entre dans l'histoire et l'équipe du Maroc devient la première équipe arabe de l'histoire à battre le Brésil. Ce match bat également une audience record au sein de la population marocaine locale avec au moins 10 millions de téléspectateurs,.
En septembre 2023, alors que les Marocains s'apprêtent à préparer la CAN 2023 en jouant le Liberia en match retour (dernier match qualificatif) et le Burkina Faso en amical, Regragui et la fédération tente de renforcer l'effectif en négociant un potentiel choix favorable de certains binationaux comme Lamine Yamal, Brahim Díaz ou encore Amine Adli. Alors que ce dernier rejoint l'équipe marocaine, Lamine Yamal opte pour une carrière avec l'Espagne tandis que le cas Brahim Diaz reste toujours en suspens. À un jour du match contre le Liberia, le 8 septembre vers 23h à Agadir, un séisme frappe le Maroc, faisant également trembler la ville hôte d'Agadir où cinq personnes perdent la vie. Le match est alors annulé et reporté à une date ultérieure, pendant que les joueurs du Maroc rendent hommage via les réseaux sociaux et se rendent à l'hôpital pour un don de sang,. Lors du deuxième match contre le Burkina Faso en amical, les deux équipes tiennent une minute de silence au cours d'un vibrant hommage pour les victimes tués par le séisme et les Lions de l'Atlas déroulent avec une victoire de 1-0 grâce à un but d'Azzedine Ounahi au Stade Bollaert-Delelis de Lens, dans lequel Amir Richardson et Ismael Saibari font leur début international.
En janvier 2024, la Coupe d'Afrique des nations de football 2023 en Côte d'Ivoire débute. Lors de cette compétition, Regragui s'appuie globalement sur les joueurs titulaires de la dernière coupe du monde pour essayer de gagner le titre. En phase de poule, le Maroc bat la Tanzanie (3-0), fait match nul face au RD Congo (1-1) et termine sa phase en battant la Zambie (1-0). Le Maroc termine premier de son groupe et il est qualifié en huitièmes de finale. La sélection marocaine se retrouve face à l'Afrique du Sud pour ce début de phase à élimination directe. Après une première partie de match qui se conclut en nul, les marocains encaissent un but puis ils héritent d'un pénalty manqué par Achraf Hakimi ce qui réduit leurs possibilités d'égalisation. Après un scénario semblable à la CAN 2019, les Lions de l'Atlas s'inclinent (2-0) après un nouveau but encaissé et un carton rouge destiné à Sofyan Amrabat lors du temps additionnel.

#### CAN 2025: Une coupe à domicile
Le 27 septembre 2023, l'organisation de l'édition 2025 est attribué au Maroc à la suite du retrait de la Guinée. Ainsi, la sélection marocaine est qualifiée d'office à la compétition en tant que pays hôte. Bien que qualifié pour la phase finale, le Maroc fait également partie des éliminatoires par souci d'équité.
Regragui et la FRMF souhaitent ajouter de nouveaux éléments à la suite de l'échec de la dernière CAN. Ils réussissent à convaincre Brahim Díaz, Adam Aznou ou encore Eliesse Ben Seghir de rejoindre les Lions de l'Atlas,,.

## Tenues, emblème et symboles de l'équipe du Maroc

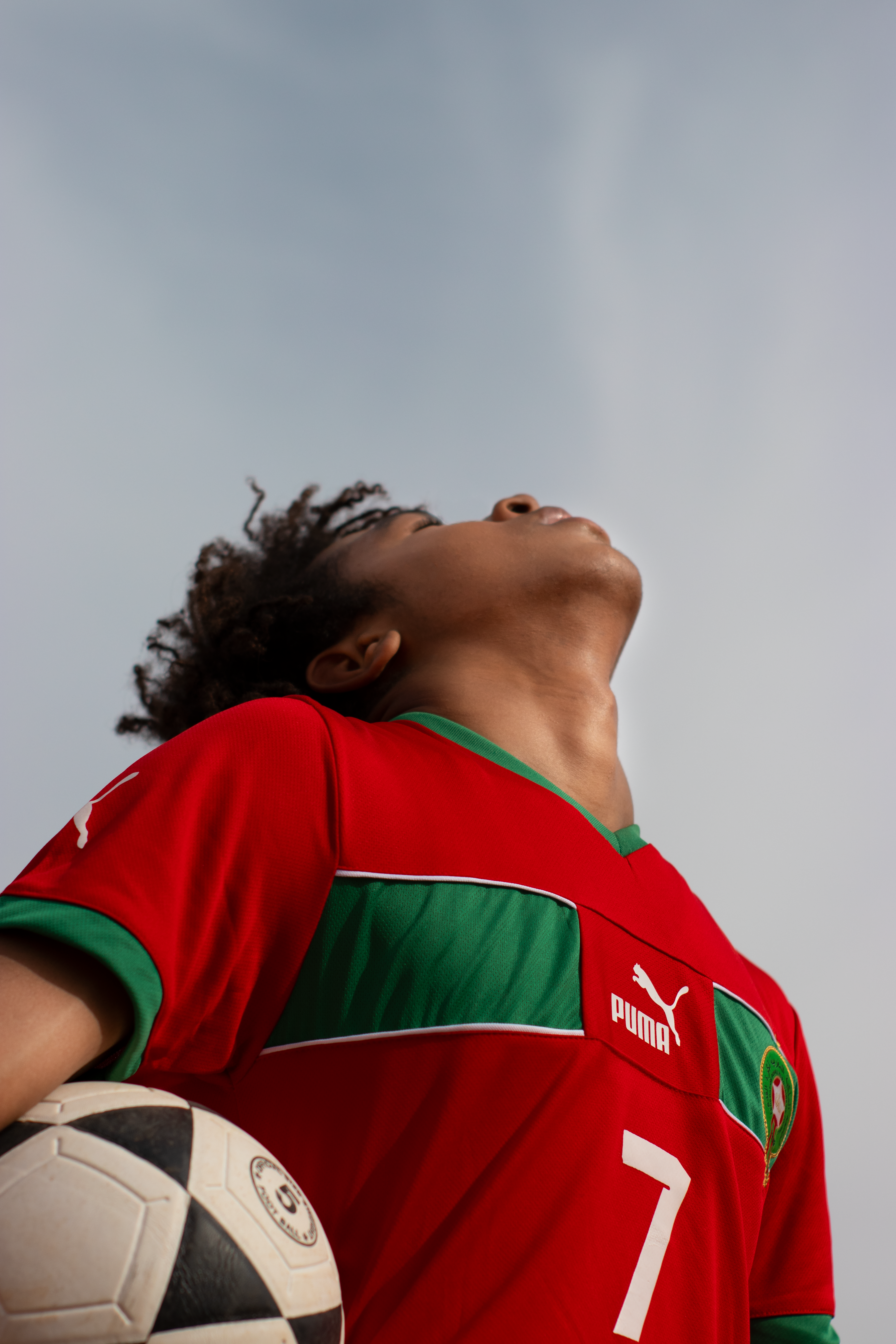
Maillot du Maroc en 2024.

### Équipementier
De 2012 à 2019, l'équipementier de l'équipe du Maroc est Adidas succédant ainsi à Puma.
Cependant, en août 2019, à la suite d'un contrat de quatre ans signé avec la Fédération royale marocaine de football, la marque allemande redevient l'équipementier officiel de l'équipe de football marocaine.

## Évolution de maillots

### Domicile
| Historique | 1970 | 1976 | 1986 | 1994 | 1996 | 1998 | 2000 | 2002 | 2004 |

| 2006 | 2007 | 2008 | 2010 | 2012 | 2013 | 2014 | 2015 | 2017 | 2018 |

| 2019 | 2020 | 2022-Actuel |

### Extérieur
| 1970 | 1976 |  | 1986 | 1994 | 1996 | 1998 | 2000 | 2002 | 2004 | 2006 |

| 2007 | 2008 | 2010 | 2012 | 2013 | 2014 | 2015 | 2017 | 2018 | 2019 |

| 2020 | 2022-Actuel |

## Palmarès
| Compétitions internationales | Compétitions régionales |
| - Coupe d'Afrique des nations (1) : (18 participations) - Vainqueur : 1976 - Finaliste : 2004 - Troisième : 1980 - Championnat d'Afrique des nations (2) : (4 participations) - Vainqueur : 2018 et 2020 | - Jeux panarabes (2) : (4 participations) - Vainqueur : 1961, 1976 - Jeux méditerranéens (2) : (13 participations) - Vainqueur : 1983 et 2013 - Jeux de la Francophonie (2) : (6 participations) - Vainqueur : 2001 et 2017 - Coupe arabe des nations (1) - Vainqueur : 2012 |

### Trophées divers
- Inter-ligues Maroc-Oranie (2)
  - Vainqueur : 1922, 1936
  - Finaliste : 1935, 1938, 1939
- Tournoi Inter-ligues de l'ULNAF (3)
  - Vainqueur : 1947, 1948, 1949
  - Finaliste : 1938, 1942, 1945

## Personnalités de l'équipe du Maroc

### Joueurs

#### Équipe actuelle
Les joueurs suivants sont sélectionnés par Walid Regragui lors d'une conférence de presse le 27 mai 2025. Ces derniers disputent deux matchs amicaux : le 6 juin 2025 contre le Bénin et le 9 juin 2025 contre la Tunisie.

##### Appelés récemment
Les joueurs suivants ne font pas partie du dernier groupe appelé mais ont été retenus en équipe nationale lors des six derniers mois.
Les joueurs qui comportent le signe , sont blessés au moment de la dernière convocation.
Les joueurs qui comportent le signe , sont suspendus au moment de la dernière convocation.
| Pos. | Nom                | Date de Naissance | Sél. | Buts | Club                   | Dernier appel                |
| ---- | ------------------ | ----------------- | ---- | ---- | ---------------------- | ---------------------------- |
| AT   | Amine Zouhzouh     | 11 août 2000      | 1    | 0    | Al-Wakrah SC           | vs Tunisie, 6 juin 2025      |
| AT   | Amine Adli         | 10 mai 2000       | 15   | 1    | Bayer Leverkusen       | vs Tanzanie, 25 mars 2025    |
| ML   | Chemsdine Talbi    | 9 mai 2005        | 0    | 0    | Sunderland AFC         | vs Tanzanie, 25 mars 2025    |
| ML   | Bilal Nadir        | 18 novembre 2003  | 0    | 0    | Olympique de Marseille | vs Tanzanie, 25 mars 2025    |
| DF   | Adam Aznou         | 2 juin 2006       | 3    | 0    | Everton FC             | vs Tanzanie, 25 mars 2025    |
| DF   | Jamal Harkass      | 24 novembre 1995  | 4    | 1    | Damac FC               | vs Tanzanie, 25 mars 2025    |
| DF   | Nayef Aguerd       | 30 mars 1996      | 51   | 2    | West Ham United        | vs Tanzanie, 25 mars 2025    |
| DF   | Noussair Mazraoui  | 14 novembre 1997  | 33   | 2    | Manchester United      | vs Tanzanie, 25 mars 2025    |
| AT   | Zakaria Aboukhlal  | 18 février 2000   | 22   | 3    | Torino FC              | vs Lesotho, 18 novembre 2024 |
| ML   | Reda Belahyane     | 14 novembre 2004  | 1    | 0    | Lazio Rome             | vs Lesotho, 18 novembre 2024 |
| DF   | Yahia Attiat-Allah | 2 mai 1995        | 22   | 0    | FK Sotchi              | vs Lesotho, 18 novembre 2024 |
| G    | Salaheddine Chihab | 23 février 1993   | 0    | 0    | MAS de Fès             | vs Lesotho, 18 novembre 2024 |
| G    | Ayoub El Khayati   | 31 janvier 1998   | 0    | 0    | AS FAR                 | vs Lesotho, 18 novembre 2024 |

#### Diaspora marocaine en Europe

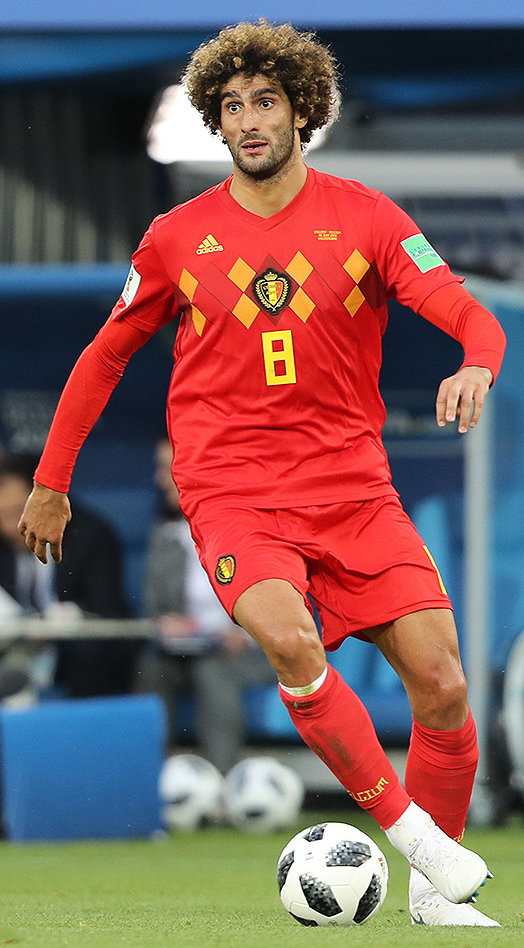
Marouane Fellaini a choisi de représenter l'équipe de Belgique

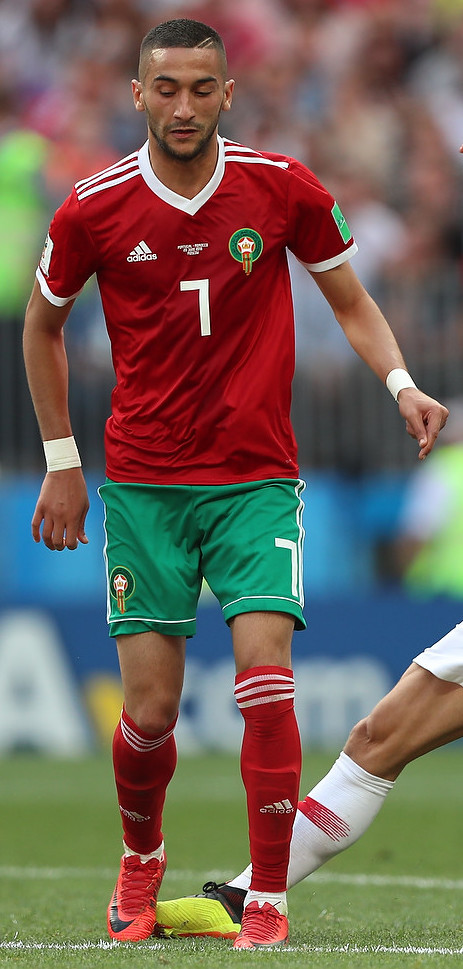
Hakim Ziyech a choisi de représenter l'équipe du Maroc.

Avec une diaspora d'environ cinq millions de personnes à travers le monde, le Maroc peut compter sur un important contingent de joueurs binationaux sélectionnables. Cependant, dans la majorité des cas, les binationaux sont confrontés à un choix : jouer pour leur pays natal (très souvent en Europe) ou leur pays d'origine, le Maroc. Certains joueurs comme Hakim Ziyech ont choisi leur pays d'origine, le Maroc, alors que d'autres comme Marouane Fellaini ont choisi leur pays de naissance.
La question des binationaux a énormément fait parler aux Pays-Bas entre les années 2015 et 2019, notamment après le choix d'Hakim Ziyech, considéré aux Pays-Bas comme la future vedette de la sélection néerlandaise, de jouer en faveur du Maroc. Le cas inverse s'est également produit aux Pays-Bas, avec Dries Boussatta qui a choisi de jouer avec les « Oranjes », ce qui a provoqué la colère d'une partie des supporters marocains. En effet, alors qu'en 1997 il est titularisé pour la première fois avec les Pays-Bas contre le Maroc et qu'il devient par la même occasion le premier footballeur international néerlandais d'origine marocaine, ce dernier est sifflé, insulté et menacé par des membres de la communauté marocaine des Pays-Bas qui sont présents dans les tribunes ce soir-là à Arnhem. Ce fut aussi le cas pour le Néerlando-Marocain Mohamed Ihattaren qui a pose en photo le 9 octobre 2019 avec le sélectionneur des Pays-Bas Ronald Koeman. Le jeune joueur âgé alors de dix-sept ans est harcelé par un groupe de supporters marocains à l'aéroport d'Eindhoven à la veille d'un match de Ligue Europa avec le PSV Eindhoven.
En Belgique, les règles sur la nationalité sportive n'est pas un sujet régulièrement abordé dans les débuts d'années 2000, ce qui fait défaut à Yassine El Ghanassy qui dispute rapidement sa première sélection avec la Belgique, réalisant par la suite qu'il ne peut plus jamais opter pour le Maroc. En revanche, Marouane Fellaini participe à un stage de préparation avec l'équipe du Maroc olympique avant que l'entraîneur Fathi Jamal décide de s'adresser directement au joueur en lui expliquant que son profil n'est pas adapté à l'Afrique. Ce dernier décide rapidement de rejoindre les rangs des Diables Rouges où il deviendra un joueur cadre. Des cas rares comme Nacer Chadli et Mehdi Carcela existent aussi dans un scénario où le joueur opte d'abord pour un pays, dispute un match amical avant de changer d'équipe nationale (seuls les matchs officiels bloquent la nationalité sportive du joueur). D'autres cas comme Zakaria Bakkali et Loïs Openda sont des choix assumés,.
Il existe aussi des cas particuliers comme celui de Munir El Haddadi qui a changé de nationalité sportive au cours de sa carrière. En effet, ce dernier a joué un match officiel avec l'Espagne avant de jouer avec le Maroc. Le fait de ne pas être convoqué par le sélectionneur Albert Celades pour disputer avec l'Espagne le championnat d'Europe espoirs en 2017 pousse Munir El Haddadi à vouloir changer de nationalité sportive. S'ensuit une saga juridique menée par le président de la FRMF Fouzi Lekjaa jusqu'au 28 janvier 2021, où après une modification de son règlement, la FIFA autorise Munir El Haddadi à jouer pour le Maroc. Le même scénario a été évoqué en 2022 pour le Néerlando-Marocain Anwar El-Ghazi, qui déclare à la presse néerlandaise vouloir changer sa nationalité sportive en faveur du Maroc.

#### Statistiques individuelles
| Joueurs les plus sélectionnés | Joueurs les plus sélectionnés | Joueurs les plus sélectionnés | Joueurs les plus sélectionnés |
| Matchs                        | Joueur                        | Période                       | Buts                          |
| ----------------------------- | ----------------------------- | ----------------------------- | ----------------------------- |
| 115                           | Noureddine Naybet             | 1990-2006                     | 4                             |
| 94                            | Ahmed Faras                   | 1966-1979                     | 36                            |
| 85                            | Achraf Hakimi                 | 2016-0000                     | 11                            |
| 83                            | Romain Saïss                  | 2012-2024                     | 3                             |
| 81                            | Youssef En-Nesyri             | 2016-0000                     | 23                            |
| 79                            | Youssef Safri                 | 1999-2009                     | 9                             |
| 78                            | Houssine Kharja               | 2004-2015                     | 12                            |
| 74                            | Yassine Bounou                | 2013-0000                     | 0                             |
| 73                            | Youssef Chippo                | 1996-2006                     | 9                             |

| Meilleurs buteurs | Meilleurs buteurs  | Meilleurs buteurs | Meilleurs buteurs |
| Buts              | Joueur             | Période           | Matchs            |
| ----------------- | ------------------ | ----------------- | ----------------- |
| 36                | Ahmed Faras        | 1966-1979         | 94                |
| 27                | Salaheddine Bassir | 1994-2002         | 59                |
| 25                | Hakim Ziyech       | 2015-0000         | 64                |
| 23                | Youssef En-Nesyri  | 2016-0000         | 81                |
| 19                | Camacho            | 1995-2002         | 48                |
| 17                | Marouane Chamakh   | 2003-2014         | 65                |
| 17                | Abdeslam Laghrissi | 1984-1995         | 29                |
| 16                | Youssef El-Arabi   | 2010-2021         | 46                |
| 16                | Ayoub El Kaabi     | 2018-0000         | 42                |

#### Capitaines desLions de l'Atlas

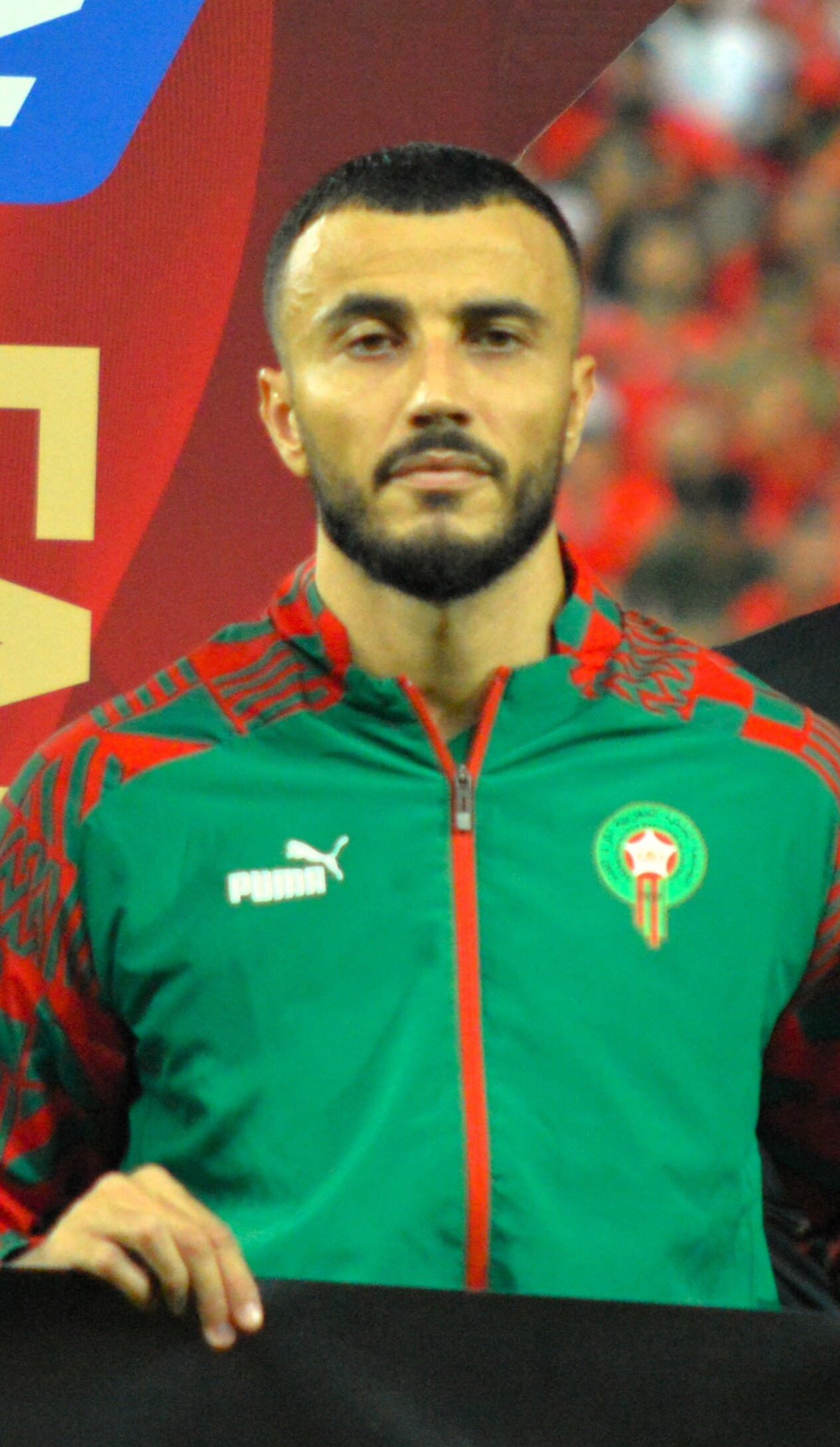
L'actuel capitaine de l'équipe du Maroc est Romain Saïss.

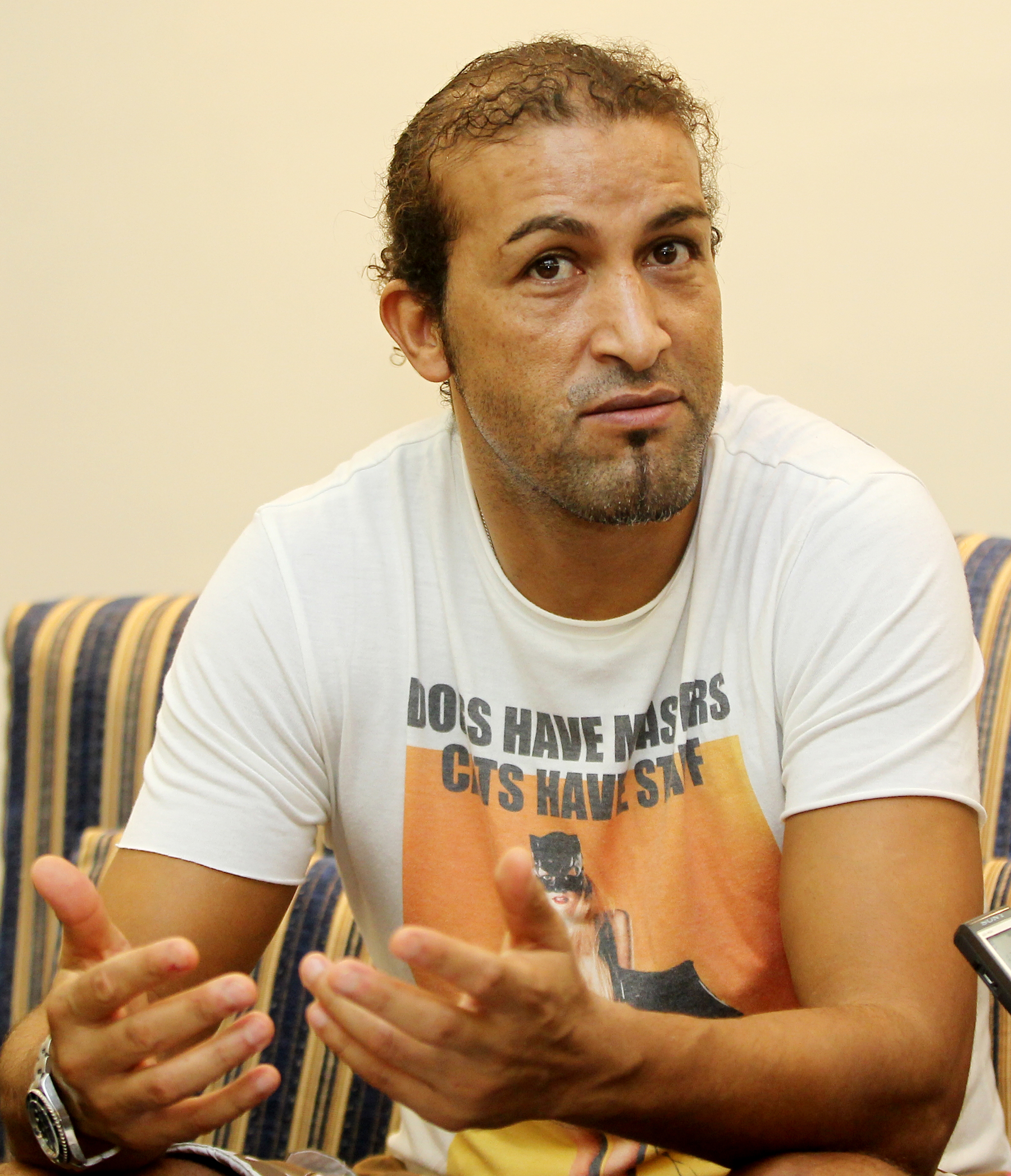
Mustapha Hadji est l'international marocain le plus récent à avoir décroché le Ballon d'or africain.

| La liste des capitaines de l'équipe du Maroc[réf. nécessaire] | La liste des capitaines de l'équipe du Maroc[réf. nécessaire] | La liste des capitaines de l'équipe du Maroc[réf. nécessaire] |
| Rang                                                          | Joueur                                                        | Période                                                       |
| ------------------------------------------------------------- | ------------------------------------------------------------- | ------------------------------------------------------------- |
| 1                                                             | Ahmed Faras                                                   | 1971-1979                                                     |
| 2                                                             | Badou Zaki                                                    | 1986-1992                                                     |
| 3                                                             | Abdelkrim Merry                                               | 1988                                                          |
| 4                                                             | Aziz Bouderbala                                               | 1992                                                          |
| 5                                                             | Mustapha El Hadaoui                                           | 1994                                                          |
| 6                                                             | Tahar El Khalej                                               | 1994-2000                                                     |
| 7                                                             | Nourredine Naybet                                             | 1998-2006                                                     |
| 8                                                             | Houssine Kharja                                               | 2012                                                          |
| 9                                                             | Mehdi Benatia                                                 | 2013-2019                                                     |
| 10                                                            | Hakim Ziyech                                                  | 2024                                                          |
| 11                                                            | Romain Saïss                                                  | 2019-2023                                                     |
| 12                                                            | Achraf Hakimi                                                 | 2024-                                                         |

#### Prix et distinctions au niveau africain
| Ballons d'or africain ou joueur africain de l'année | Ballons d'or africain ou joueur africain de l'année | Ballons d'or africain ou joueur africain de l'année |
| Joueur                                              | Club                                                | Période                                             |
| --------------------------------------------------- | --------------------------------------------------- | --------------------------------------------------- |
| Ahmed Faras                                         | SCC Mohammédia                                      | 1975                                                |
| Mohamed Timoumi                                     | AS FAR                                              | 1985                                                |
| Zaki Badou                                          | RCD Majorque                                        | 1986                                                |
| Mustapha Hadji                                      | RC Deportivo Corunã                                 | 1998                                                |

| Jeune joueur africain de l'année | Jeune joueur africain de l'année | Jeune joueur africain de l'année |
| Joueur                           | Club                             | Période                          |
| -------------------------------- | -------------------------------- | -------------------------------- |
| Achraf Hakimi                    | Borussia Dortmund                | 2019                             |
| Achraf Hakimi                    | Borussia Dortmund                | 2018                             |

| Gardien de but africain de l'année | Gardien de but africain de l'année | Gardien de but africain de l'année |
| Joueur                             | Club                               | Période                            |
| ---------------------------------- | ---------------------------------- | ---------------------------------- |
| Yassine Bounou                     | Al-Hilal FC                        | 2023                               |

| Sélectionneur africain de l'année | Sélectionneur africain de l'année |
| Sélectionneur                     | Période                           |
| --------------------------------- | --------------------------------- |
| Walid Regragui                    | 2023                              |
| Hervé Renard                      | 2018                              |

| Sélection africaine de l'année | Sélection africaine de l'année | Sélection africaine de l'année |
| Sélection                      | Période                        | Classement                     |
| ------------------------------ | ------------------------------ | ------------------------------ |
| Maroc                          | 2023                           | 1er                            |
| Maroc                          | 2004                           | 2e                             |
| Maroc                          | 2003                           | 2e                             |
| Maroc                          | 1998                           | 2e                             |
| Maroc                          | 1997                           | 1er                            |
| Maroc                          | 1993                           | 2e                             |
| Maroc                          | 1986                           | 1er                            |
| Maroc                          | 1985                           | 1er                            |
| Maroc                          | 1980                           | 3e                             |

#### Prix et distinctions au niveau mondial

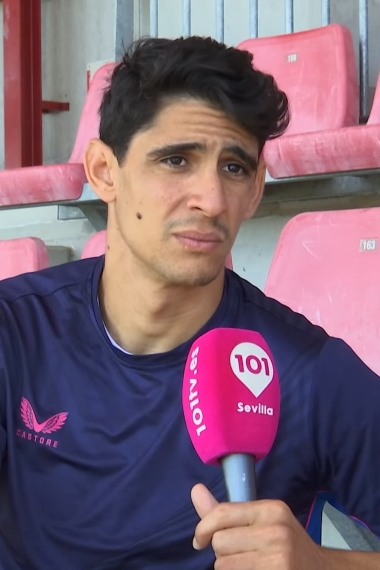
Yassine Bounou est le premier marocain à être classé dans le top 20 du Ballon d'or de France Football.

| Ballon d'or    | Ballon d'or            | Ballon d'or | Ballon d'or |
| Joueur         | Club                   | Période     | Classement  |
| -------------- | ---------------------- | ----------- | ----------- |
| Yassine Bounou | Sevilla FC Al-Hilal FC | 2023        | 13e         |

| Trophée Yachine, | Trophée Yachine,       | Trophée Yachine, | Trophée Yachine, |
| Joueur           | Club                   | Période          | Classement       |
| ---------------- | ---------------------- | ---------------- | ---------------- |
| Yassine Bounou   | Sevilla FC Al-Hilal FC | 2023             | 3e               |

| The Best FIFA Football Awards | The Best FIFA Football Awards | The Best FIFA Football Awards | The Best FIFA Football Awards | The Best FIFA Football Awards |
| Joueur                        | Club                          | Période                       | Catégorie                     | Classement                    |
| ----------------------------- | ----------------------------- | ----------------------------- | ----------------------------- | ----------------------------- |
| Yassine Bounou                | Sevilla FC Al-Hilal FC        | 2023                          | Gardien de but                | 3e                            |
| Yassine Bounou                | Sevilla FC                    | 2022                          | Gardien de but                | 3e                            |

### Sélectionneurs

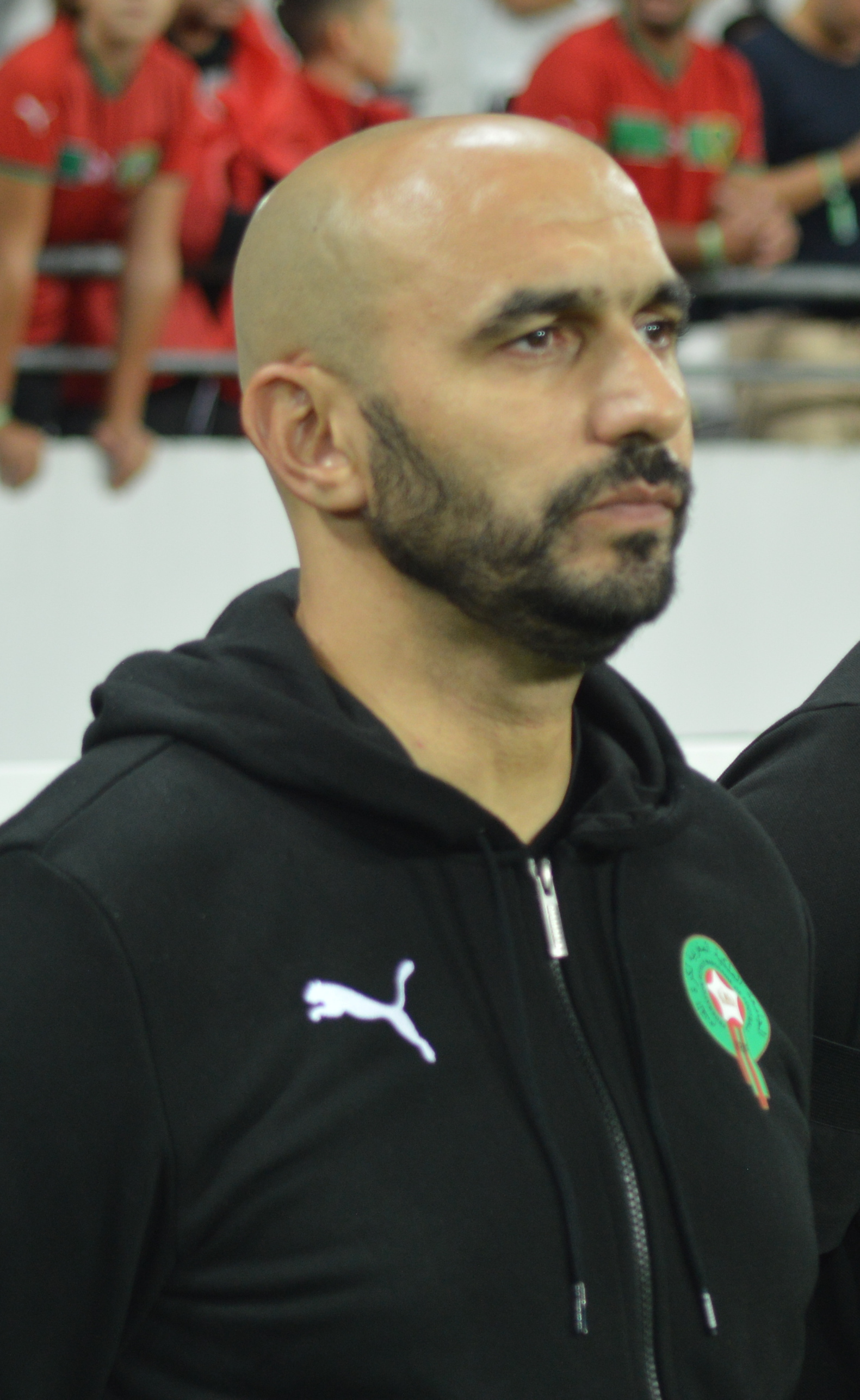
Walid Regragui, sélectionneur actuel de l'équipe nationale

Quarante-trois sélectionneurs ont exercé la fonction d’entraîneur de l'équipe nationale depuis 1957, dont certains d'entre eux ont occupé plusieurs fois ce poste. Le record de longévité est détenu par Abderrahman Mahjoub et Mohamed Massoun, qui, au début des années 1960, vont gérer la sélection ensemble de 1963 à 1967 soit pendant quatre ans bien qu'avant cette période, Massoun dirigea l'équipe nationale de 1961 à 1963. Plus tard, Abderrahman Mahjoub reprendra son poste de sélectionneur sans Massoun en 1972.
Le premier sélectionneur de l'équipe du Maroc après l'indépendance est Larbi Benbarek qui dirigea l'équipe de 1957 à 1958 avant de reprendre sa fonction lors de la saison 1959-1960. Larbi Benbarek est un ancien sélectionné d'équipe nationale d'Empire chérifien. Il est l'un des meilleurs joueurs de l'histoire du football, on le surnommait la perle noire pour son élégance de jeu. Évoluant dans l'USM de Casablanca avant son départ à l'Olympique de Marseille lors de la saison 1938-1939, Larbi rejoindra plusieurs autres clubs européens mis à part l'équipe marseillaise tel que le Stade français avec lequel il marquera 43 buts et l'Atlético Madrid où il inscrira 56 buts. Benbarek fut également sélectionné à dix-neuf reprise en équipe de France avec lequel il inscrira 3 buts. Guy Cluseau, est le premier entraîneur européen et étranger du Maroc mis à part Abdelkader Firoud, algérien et français qui fut sélectionneur du Maroc qu'à une reprise tout en continuant à l'aider en tant qu'adjoint. Cluseau entraînera l'équipe du Maroc entre 1968 et 1969 puis en 1979.
Le Roumain Gheorghe Mărdărescu est l’entraîneur le plus performant qu'a connu le Maroc du fait qu'il est le seul à avoir remporté la CAN 1976. Il entraîna ainsi la sélection des Lions de l'Atlas de 1974 à 1978. Un autre entraîneur très connu au Maroc qui n'est que le brésilien José Faria, sélectionneur du Maroc entre 1983 et 1988. Faria durant son passage au Maroc se convertit à l'islam et depuis, les Marocains l'appellent Mehdi Faria. Il est l'entraîneur marocain à avoir permis d'atteindre le stade des huitièmes de finale en 1986 permettant ainsi au Maroc d'être le premier pays africain passant la phase de poules.
Walid Regragui devient le premier entraineur de l'équipe du Maroc à atteindre les demi-finales de la Coupe du monde lors de l'édition 2022.

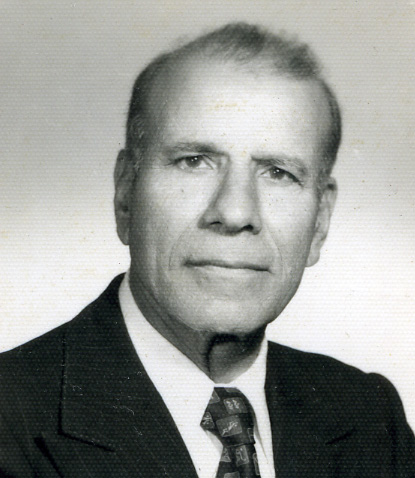
Mohamed Massoun, sélectionneur de l'équipe nationale (1961-1963)
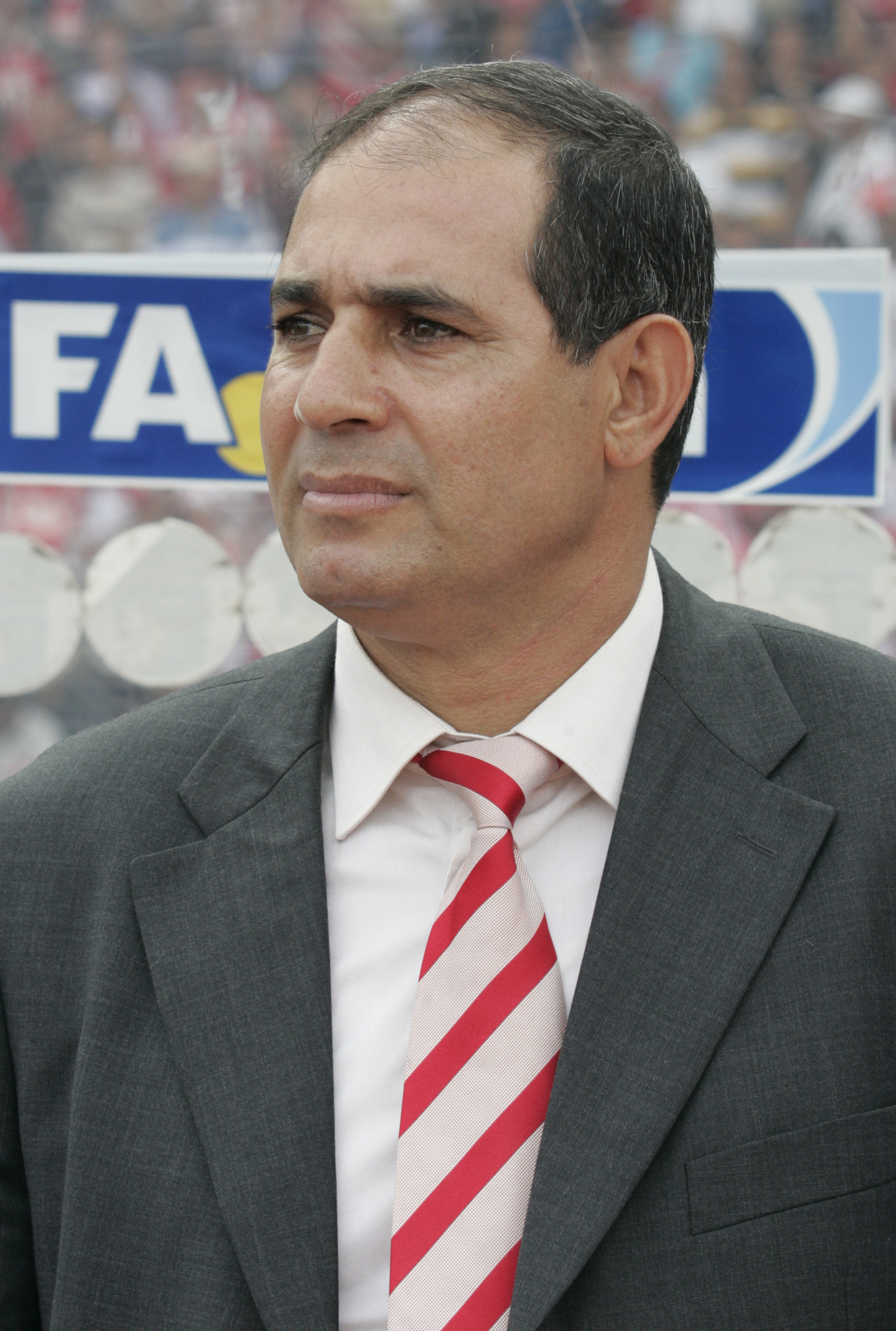
Badou Zaki, sélectionneur de l'équipe nationale (2002-2005) et (2014-2016)
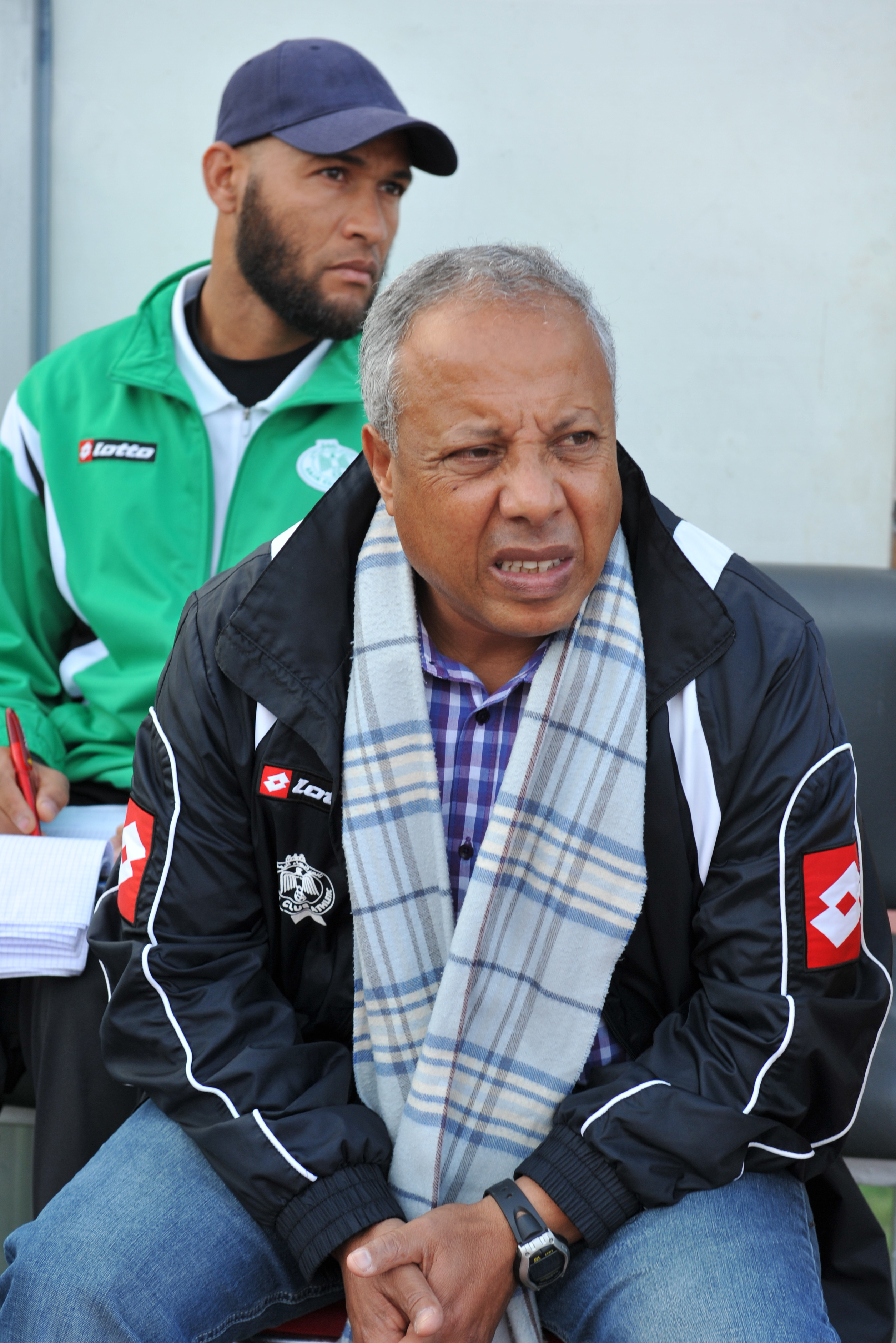
M'Hamed Fakhir, sélectionneur de l'équipe nationale (2006-2007)

| Rang | Nom                 | Période   |
| ---- | ------------------- | --------- |
| 1    | Larbi Benbarek      | 1957-1958 |
| 2    | Mohamed Khamiri     | 1958-1959 |
| 3    | Abdelkader Lokhmiri | 1959      |
| 4    | Larbi Benbarek      | 1959-1960 |
| 5    | Abdelkader Firoud   | 1961      |
| 6    | Mohamed Massoun     | 1961-1963 |
| 7    | Abderrahman Mahjoub | 1963-1967 |
| 8    | Guy Cluseau         | 1968-1969 |
| 9    | Abdellah Settati    | 1969-1970 |
| 10   | Blagoja Vidinić     | 1970-1971 |
| 11   | Sabino Barinaga     | 1971-1972 |
| 12   | Abderrahman Mahjoub | 1972-1973 |
| 13   | Gheorghe Mărdărescu | 1974-1978 |
| 14   | Abdellah El Ammari  | 1978-1979 |
| 15   | Guy Cluseau         | 1979      |

| Rang | Nom                 | Période   |
| ---- | ------------------- | --------- |
| 16   | Just Fontaine       | 1980-1981 |
| 17   | Abdellah El Ammari  | 1981-1982 |
| 18   | José Faria          | 1983-1988 |
| 19   | Jaime Valente       | 1988-1989 |
| 20   | Antonio Angelillo   | 1989-1990 |
| 21   | Abdellah Blinda     | 1990      |
| 22   | Werner Olk          | 1990-1992 |
| 23   | Abdelkhalek Louzani | 1992-1993 |
| 24   | Abdellah Blinda     | 1993-1994 |
| 25   | Mohamed Lamari      | 1994-1995 |
| 26   | Gilson Nunes        | 1995      |
| 27   | Henri Michel        | 1995-2000 |
| 28   | Henryk Kasperczak   | 2000      |
| 29   | Mustapha Madih      | 2000      |
| 30   | Humberto Coelho     | 2000-2002 |

| Rang | Nom                | Période     |
| ---- | ------------------ | ----------- |
| 31   | Badou Zaki         | 2002-2005   |
| 32   | Philippe Troussier | 2005-2006   |
| 33   | Mhamed Fakhir      | 2006-2007   |
| 34   | Henri Michel       | 2007-2008   |
| 35   | Fathi Jamal        | 2008        |
| 36   | Roger Lemerre      | 2008-2009   |
| 37   | Hassan Moumen      | 2009-2010   |
| 38   | Eric Gerets        | 2010-2012   |
| 39   | Rachid Taoussi     | 2012-2013   |
| 40   | Hassan Benabicha   | 2014        |
| 41   | Badou Zaki         | 2014-2016   |
| 42   | Hervé Renard       | 2016-2019   |
| 43   | Vahid Halilhodžić  | 2019-2022   |
| 44   | Walid Regragui     | depuis 2022 |

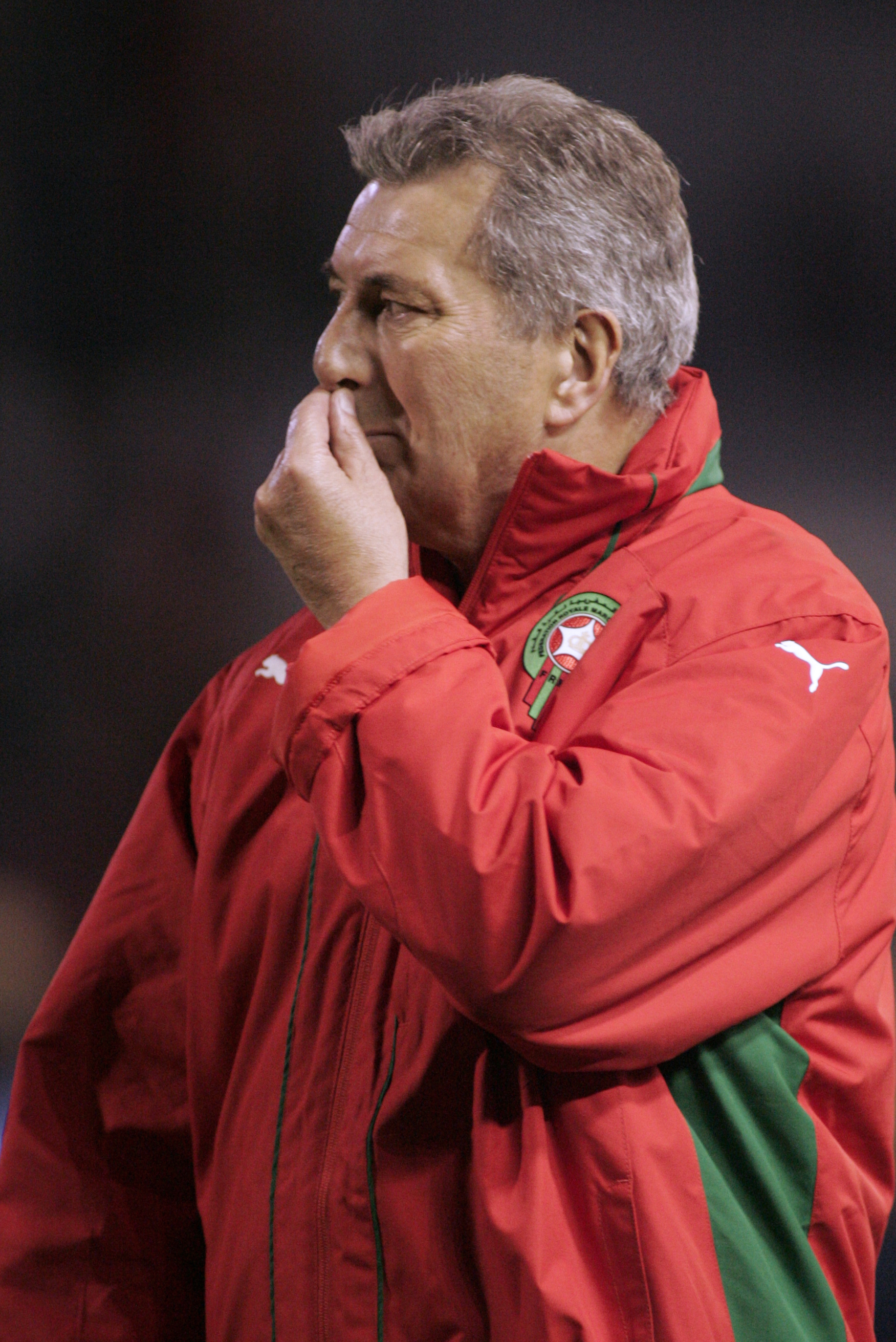
Roger Lemerre, sélectionneur de l'équipe nationale (2008-2009)
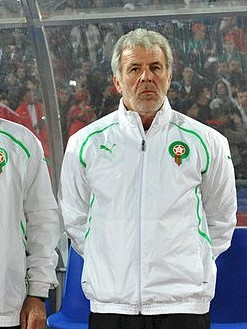
Eric Gerets, sélectionneur de l'équipe nationale (2010-2012)
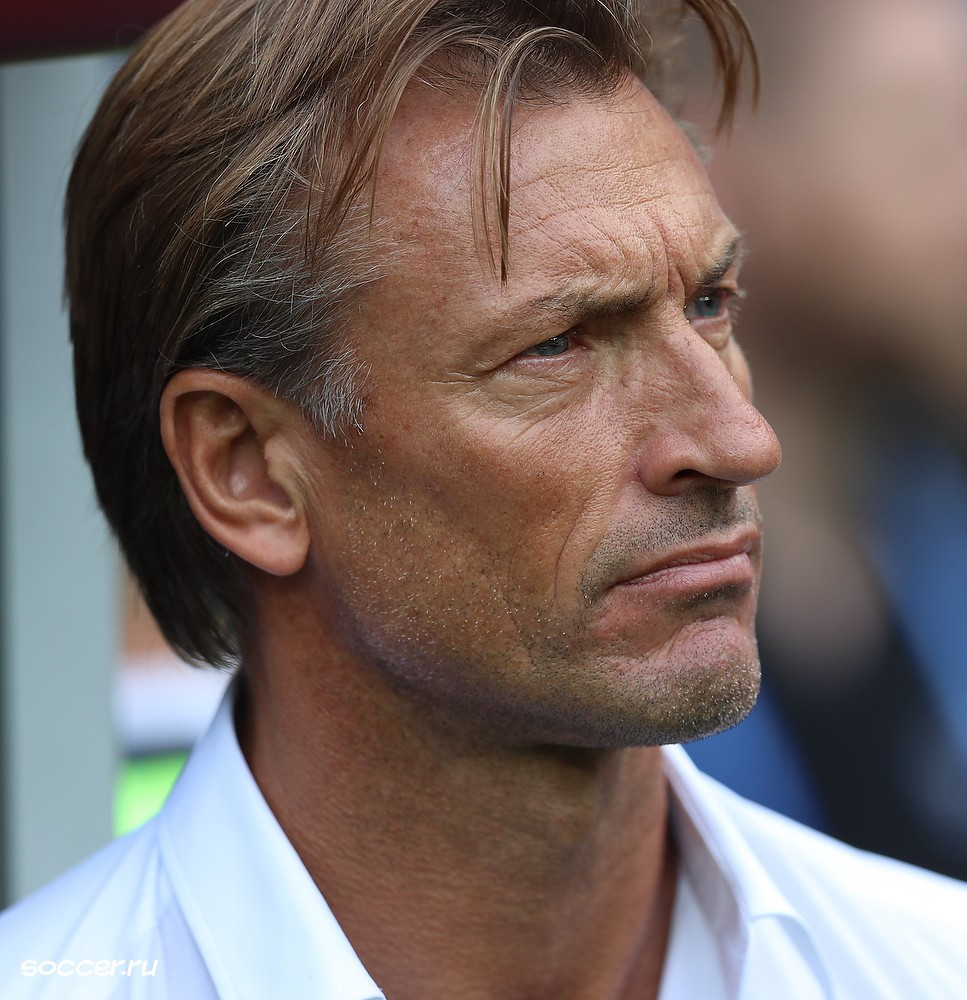
Hervé Renard, sélectionneur de l'équipe nationale (2016-2019)

## Infrastructures
À l'époque de l'Empire chérifien, le stade Philip était le plus grand stade marocain. Sa capacité était de 25 000 places, Jusqu'au 6 mars 1955 où le stade Marcel Cerdan est inauguré tout juste après la fin du Protectorat français au Maroc et est devenu le plus grand stade marocain. Sa capacité était de 30 000 places. Ces deux stades était utilisés par l'équipe du Maroc ainsi que par les deux clubs principaux de Casablanca : le Wydad AC et l'US Marocaine. Après l'indépendance du pays, ce dernier change de nom pour s'appeler Stade d'Honneur de Casablanca (surnommé « Donor » par les Casablancais). Le stade va principalement être utilisé par l'équipe du Maroc ainsi que par les deux clubs principaux de Casablanca : Wydad Athletic Club et Raja de Casablanca. Le stade connaît ensuite une grande rénovation en vue de pouvoir accueillir les Jeux méditerranéens 1983 à Casablanca vers la fin des années 1970. Il rouvre en 1983 sous son nom actuel, Stade Mohammed V, et dispose alors de 80 000 places avant de se limiter à 67 000 places à la suite d'une nouvelle rénovation en vue de la candidature du Maroc à l'organisation de la Coupe du monde en 2000. Entre 2016 et 2019, le stade Mohammed V subit de grands travaux de rénovation et de modernisation. Sa capacité est à nouveau réduite et aujourd'hui, le stade dispose de 45 891 places toutes assises.
Le Grand Complexe de Rabat a quant à lui été inauguré en 1983 sous le nom de Complexe sportif Moulay-Abdallah. L'équipe nationale y dispute également plusieurs matchs. Le stade de Rabat peut alors accueillir 65 000 spectateurs mais il est surtout utilisé par l'équipe de AS FAR. Sa capacité est réduite 53 000 places. C'est actuellement le stade de l'Équipe nationale du Maroc de football.
À partir de 2011, les Lions de l'Atlas disputent la majorité de leurs rencontres dans le nouveau Grand stade de Marrakech dont la capacité est de 45 240 places. Ce dernier est considéré comme porter chance à l'équipe du Maroc qui y remporte plusieurs rencontres importantes devant un public venu nombreux, en battant notamment pour les qualifications à la Coupe d'Afrique des nations de football 2012, l'Algérie par 4-0, et la Tanzanie par 3-1 permettant au Maroc la qualification, puis une autre rencontre importante face au Mozambique se terminant par une écrasante victoire sur le score de 4-0, permettant cette fois-ci, la qualification à la Coupe d'Afrique des nations de football 2013.
Le Maroc dispose également d'autres grands stades construits dans les années 2000 tel que celui de Fès qui dispose de 45 000 places et qui accueille les deux clubs de la ville : le MAS et le Wydad de Fès, ou encore celui de Tanger et d'Agadir ouverts depuis les années 2010 et qui offrent eux aussi une capacité de 45 000 places.
| Casablanca                  | Rabat                 | Marrakech          |
| --------------------------- | --------------------- | ------------------ |
| Complexe sportif Mohammed V | Stade Moulay Abdallah | Stade de Marrakech |
| Capacité : 45 891           | Capacité : 45 800     | Capacité : 45 240  |
|                             |                       |                    |

| Tanger            | Agadir            | Fès                     |
| ----------------- | ----------------- | ----------------------- |
| Stade Ibn Batouta | Stade Adrar       | Complexe sportif de Fès |
| Capacité : 65 000 | Capacité : 45 080 | Capacité : 45 000       |
|                   |                   |                         |

## Résultats

### Parcours en Coupe du monde
| Année | Position      |      | Année              | Position |                        | Année | Position |
| 1930  | Non inscrite  | 1974 | Non qualifiée      | 2010     | Non qualifiée          |       |          |
| 1934  | Non inscrite  | 1978 | Non qualifiée      | 2014     | Non qualifiée          |       |          |
| 1938  | Non inscrite  | 1982 | Non qualifiée      | 2018     | 1er tour               |       |          |
| 1950  | Non inscrite  | 1986 | Huitième de finale | 2022     | Demi-finale (4e)       |       |          |
| 1954  | Non inscrite  | 1990 | Non qualifiée      | 2026     | Éliminatoires en cours |       |          |
| 1958  | Non inscrite  | 1994 | 1er tour           | 2030     | Qualifié d'office      |       |          |
| 1962  | Non qualifiée | 1998 | 1er tour           | 2034     | À venir                |       |          |
| 1966  | Non qualifiée | 2002 | Non qualifiée      |          |                        |       |          |
| 1970  | 1er tour      | 2006 | Non qualifiée      |          |                        |       |          |

### Parcours en Coupe d'Afrique
| Année | Position          |      | Année             | Position |                    | Année | Position |
| 1957  | Non inscrite      | 1982 | Tour préliminaire | 2006     | 1er tour           |       |          |
| 1959  | Non inscrite      | 1984 | Tour préliminaire | 2008     | 1er tour           |       |          |
| 1962  | Non inscrite      | 1986 | Demi-finale (4e)  | 2010     | Tour préliminaire  |       |          |
| 1963  | Non inscrite      | 1988 | Demi-finale (4e)  | 2012     | 1er tour           |       |          |
| 1965  | Non inscrite      | 1990 | Tour préliminaire | 2013     | 1er tour           |       |          |
| 1968  | Non inscrite      | 1992 | 1er tour          | 2015     | Disqualifié        |       |          |
| 1970  | Tour préliminaire | 1994 | Tour préliminaire | 2017     | Quart de finale    |       |          |
| 1972  | 1er tour          | 1996 | Tour préliminaire | 2019     | Huitième de finale |       |          |
| 1974  | Non inscrit       | 1998 | Quart de finale   | 2021     | Quart de finale    |       |          |
| 1976  | Vainqueur         | 2000 | 1er tour          | 2023     | Huitième de finale |       |          |
| 1978  | 1er tour          | 2002 | 1er tour          | 2025     | Qualifié d'office  |       |          |
| 1980  | Troisième (3e)    | 2004 | Finaliste         | 2027     | À venir            |       |          |

### Parcours aux Jeux olympiques
| Football aux Jeux olympiques | Football aux Jeux olympiques | Football aux Jeux olympiques | Football aux Jeux olympiques | Football aux Jeux olympiques | Football aux Jeux olympiques | Football aux Jeux olympiques | Football aux Jeux olympiques | Football aux Jeux olympiques |
| Apparitions: 8               | Apparitions: 8               | Apparitions: 8               | Apparitions: 8               | Apparitions: 8               | Apparitions: 8               | Apparitions: 8               | Apparitions: 8               | Apparitions: 8               |
| Année                        | Tour                         | Position                     | J                            | G                            | N                            | P                            | Bp                           | Bc                           |
| ---------------------------- | ---------------------------- | ---------------------------- | ---------------------------- | ---------------------------- | ---------------------------- | ---------------------------- | ---------------------------- | ---------------------------- |
| 1900 à 1960                  | Non inscrit                  | -                            | -                            | -                            | -                            | -                            | -                            | -                            |
| 1964                         | 1er tour                     | 13                           | 3                            | 1                            | 0                            | 2                            | 3                            | 6                            |
| 1968                         | Forfait                      | -                            | -                            | -                            | -                            | -                            | -                            | -                            |
| 1972                         | 2e tour                      | 8                            | 4                            | 1                            | 1                            | 2                            | 7                            | 6                            |
| 1976 à 1980                  | Non qualifié                 | -                            | -                            | -                            | -                            | -                            | -                            | -                            |
| 1984                         | 1er tour                     | 12                           | 3                            | 1                            | 0                            | 2                            | 1                            | 4                            |
| 1988                         | Non qualifié                 | -                            | -                            | -                            | -                            | -                            | -                            | -                            |
| 1992                         | 1er tour                     | 15                           | 3                            | 0                            | 1                            | 2                            | 2                            | 8                            |
| 1996                         | Non qualifié                 | -                            | -                            | -                            | -                            | -                            | -                            | -                            |
| 2000                         | 1er tour                     | 16                           | 3                            | 0                            | 0                            | 3                            | 1                            | 7                            |
| 2004                         | 1er tour                     | 10                           | 3                            | 1                            | 1                            | 1                            | 3                            | 3                            |
| 2008                         | Non qualifié                 | -                            | -                            | -                            | -                            | -                            | -                            | -                            |
| 2012                         | 1er tour                     | 11                           | 3                            | 0                            | 2                            | 1                            | 2                            | 3                            |
| 2016                         | Non qualifié                 | -                            | -                            | -                            | -                            | -                            | -                            | -                            |
| 2020                         | Non qualifié                 | -                            | -                            | -                            | -                            | -                            | -                            | -                            |
| 2024                         | 3e                           | 3                            | 6                            | 4                            | 0                            | 2                            | 17                           | 5                            |
| Total                        | 8/16                         | 3e                           | 28                           | 8                            | 6                            | 14                           | 37                           | 42                           |

### Parcours aux Jeux méditerranéens
| Année | Position         |      | Année        | Position |
| 1951  | Non inscrit      | 1991 | Troisième    |          |
| 1955  | Non inscrit      | 1993 | Premier tour |          |
| 1959  | Ne participe pas | 1997 | Premier tour |          |
| 1963  | Quatrième        | 2001 | Premier tour |          |
| 1967  | Premier tour     | 2005 | Quatrième    |          |
| 1971  | Premier tour     | 2007 | Retiré       |          |
| 1975  | Quatrième        | 2013 | Vainqueur    |          |
| 1979  | Premier tour     | 2018 | Troisième    |          |
| 1983  | Vainqueur        | 2022 | Troisième    |          |
| 1987  | Premier tour     |      |              |          |

### Parcours aux Jeux de la Francophonie
| Jeux de la Francophonie         | Jeux de la Francophonie         | Jeux de la Francophonie         | Jeux de la Francophonie         | Jeux de la Francophonie         | Jeux de la Francophonie         | Jeux de la Francophonie         | Jeux de la Francophonie         | Jeux de la Francophonie         |
| Titres : 2 - Participations : 6 | Titres : 2 - Participations : 6 | Titres : 2 - Participations : 6 | Titres : 2 - Participations : 6 | Titres : 2 - Participations : 6 | Titres : 2 - Participations : 6 | Titres : 2 - Participations : 6 | Titres : 2 - Participations : 6 | Titres : 2 - Participations : 6 |
| Année                           | Tour                            | Position                        | J                               | G                               | N                               | P                               | Bp                              | Bc                              |
| ------------------------------- | ------------------------------- | ------------------------------- | ------------------------------- | ------------------------------- | ------------------------------- | ------------------------------- | ------------------------------- | ------------------------------- |
| 1989                            |                                 | Finaliste                       | 5                               | 4                               | 0                               | 1                               | 10                              | 5                               |
| 1994                            |                                 | Quatrième place                 | 4                               | 2                               | 0                               | 2                               | 5                               | 6                               |
| 1997                            |                                 | Non inscrit                     | -                               | -                               | -                               | -                               | -                               | -                               |
| 2001                            |                                 | Vainqueur                       | 6                               | 4                               | 2                               | 0                               | 12                              | 3                               |
| 2005                            |                                 | Premier tour                    | 3                               | 1                               | 0                               | 2                               | 4                               | 4                               |
| 2009                            |                                 | Troisième place                 | 4                               | 3                               | 0                               | 1                               | 6                               | 3                               |
| 2013                            |                                 | Finaliste                       | 4                               | 2                               | 0                               | 2                               | 4                               | 4                               |
| 2017                            |                                 | Vainqueur                       | 5                               | 4                               | 1                               | 0                               | 13                              | 1                               |
| Total                           | 5/6                             | Vainqueur                       | 31                              | 20                              | 3                               | 8                               | 54                              | 26                              |

### Parcours en Championnat d'Afrique des nations
| 2009 | Tour préliminaire |
| 2011 | Tour préliminaire |
| 2014 | Quart-de-finale   |
| 2016 | Premier tour      |
| 2018 | Vainqueur         |
| 2020 | Vainqueur         |
| 2022 | Forfait           |
| 2025 | Qualifié          |

## Statistiques

### Nations rencontrées

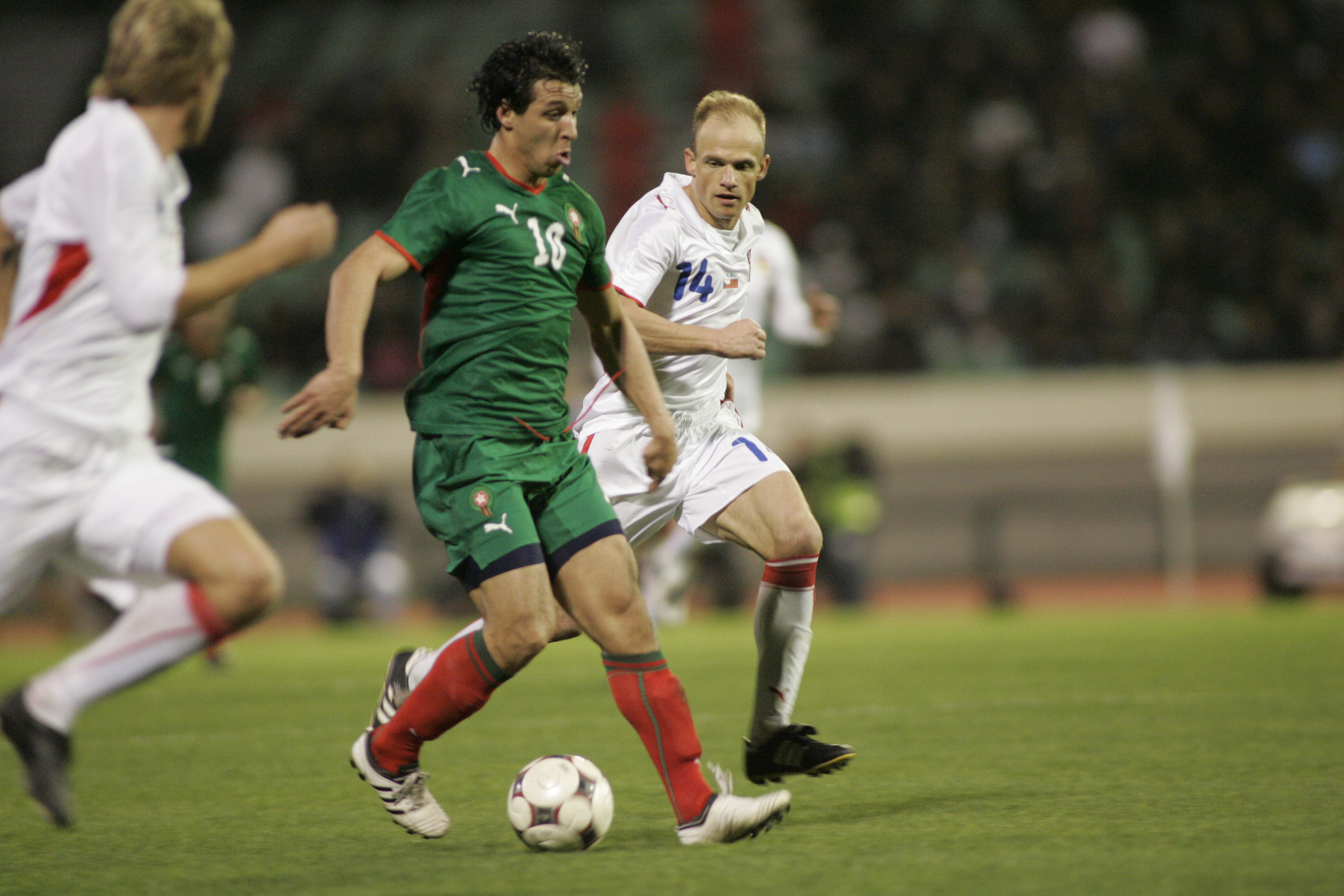
Maroc vs République tchèque au Stade Mohammed-V en 2009.

Grâce à ses six participations en Coupe du monde mais aussi grâce au grand nombre de matchs amicaux disputés face à des nations non-africaines, le Maroc est l'un des pays africains à avoir affronté le plus d'équipes étrangères dont la France avec 5 matchs soit 2 nuls et 3 défaites, l'Allemagne et principalement la RFA avec 4 défaites notamment lors des huitièmes de finale de la Coupe du monde de 1986 se terminant par une défaite sur le score de 1-0, l'Angleterre dont un match nul et une défaite et même contre le Brésil dans lequel les Brésiliens sortent vainqueur des deux confrontations.
Pour ce qui est du niveau continental, le Maroc a principalement affronté ses voisins que sont l'Algérie, la Tunisie avec plus 50 rencontres, l'Égypte plus de 27 fois avec notamment 14 victoires et seulement 2 défaites, le Sénégal dans lequel plus de 36 rencontres se sont disputées. Le Maroc s'est confronté à la Libye plus de 14 fois dont l'on notera la victoire du Maroc en finale de la coupe arabe des nations de football grâce aux tirs au but face aux Chevaliers de la Méditerranée. Toutefois, les Lions de l'Atlas ont affronté très peu la Mauritanie qui fait lui aussi partie du Grand Maghreb. Ainsi les deux équipes se sont affrontés plus de 8 fois.
Les Lions de l'Atlas ont également affronté les grandes figures du football africain tel que le Nigeria au cours de 18 rencontres, le Mali 19 fois, le Cameroun 10 fois, la Côte d'Ivoire plus de 17 fois. Les Éléphants sont présents avec le Maroc, la Tanzanie et la Gambie dans le même groupe pour les éliminatoires de la Coupe du monde de football 2014. Les seules formations que le Maroc n'a toujours pas affronté sont le Tchad, Madagascar, le Soudan du Sud, le Lesotho, Djibouti, l'Eswatini, l'Érythrée. Au total sur les 53 équipes nationales membres de la FIFA, le Maroc a affronté 45 équipes différentes et donc seules huit équipes n'ont pas encore eu l'occasion de se confronter aux Lions de l'Atlas.

### Classements FIFA
| #    | 1993 | 1994 | 1995 | 1996 | 1997 | 1998 | 1999 | 2000 | 2001 | 2002 | 2003 | 2004 | 2005 | 2006 |
| ---- | ---- | ---- | ---- | ---- | ---- | ---- | ---- | ---- | ---- | ---- | ---- | ---- | ---- | ---- |
| Rang | 30   | 33   | 38   | 27   | 15   | 10   | 24   | 28   | 36   | 35   | 38   | 33   | 36   | 39   |
| #    | 2007 | 2008 | 2009 | 2010 | 2011 | 2012 | 2013 | 2014 | 2015 | 2016 | 2017 | 2018 | 2019 | 2020 |
| Rang | 39   | 41   | 67   | 79   | 61   | 74   | 73   | 81   | 75   | 57   | 40   | 40   | 43   | 35   |
| #    | 2021 | 2022 | 2023 | 2024 | 2025 | 2026 | 2027 | 2028 | 2029 | 2030 | 2031 | 2032 | 2033 | 2034 |
| Rang | 28   | 11   | 13   | 14   |      |      |      |      |      |      |      |      |      |      |

| #    | 1993 | 1994 | 1995 | 1996 | 1997 | 1998 | 1999 | 2000 | 2001 | 2002 | 2003 | 2004 | 2005 | 2006 |
| ---- | ---- | ---- | ---- | ---- | ---- | ---- | ---- | ---- | ---- | ---- | ---- | ---- | ---- | ---- |
| Rang | 5    | 8    | 8    | 5    | 1    | 1    | 1    | 3    | 3    | 5    | 6    | 4    | 6    | 9    |
| #    | 2007 | 2008 | 2009 | 2010 | 2011 | 2012 | 2013 | 2014 | 2015 | 2016 | 2017 | 2018 | 2019 | 2020 |
| Rang | 7    | 7    | 12   | 19   | 12   | 17   | 17   | 23   | 18   | 10   | 5    | 3    | 5    | 4    |
| #    | 2021 | 2022 | 2023 | 2024 | 2025 | 2026 | 2027 | 2028 | 2029 | 2030 | 2031 | 2032 | 2033 | 2034 |
| Rang | 2    | 1    | 1    | 1    |      |      |      |      |      |      |      |      |      |      |

Entre 1993 et 1996, le Maroc se place entre la 30e et 38e place au niveau mondial alors qu'au niveau continental, il occupe la 5e place puis deux fois de suite la 8e place. En 1997, les Marocains progressent au niveau mondial et atteignent la 27e place tandis qu'en Afrique, le Maroc reprend sa 5e place perdu en 1994. Entre 1997 et 1999, le Maroc est à son sommet puisqu'il atteint ainsi en avril 1998 la 13e place, ce qui est un exploit pour un pays africain.
Puis entre 1999 et 2004, le Maroc baisse progressivement tout en gardant une bonne place grâce notamment à la finale de perdue face à la Tunisie lors de la CAN 2004. Mais depuis 2004, le Maroc a connu un gros déclin puisqu'il n'a pas cessé de diminuer et d'atteindre fin 2012, la 74e place au niveau mondial et la 17e au niveau africain. Le Maroc termine l’année 2013, 73e place au niveau mondial et la 17e au niveau africain. Et fin 2014, la dégringolade continue puisque le Maroc atteint la 81e place au niveau mondial et à la 23e au niveau africain. Fin 2015, le Maroc atteint la 75e place au niveau mondial et à la 18e au niveau africain.
Début 2021, le Maroc se trouve à la 28e place au niveau mondial et se trouve dans le podium des meilleures nations africaines de l'année en occupant la 2e au niveau africain. Depuis 2022, le Maroc est l'équipe africaine la mieux classée au niveau mondial.

## Soutiens et image

### Lions de l'Atlas

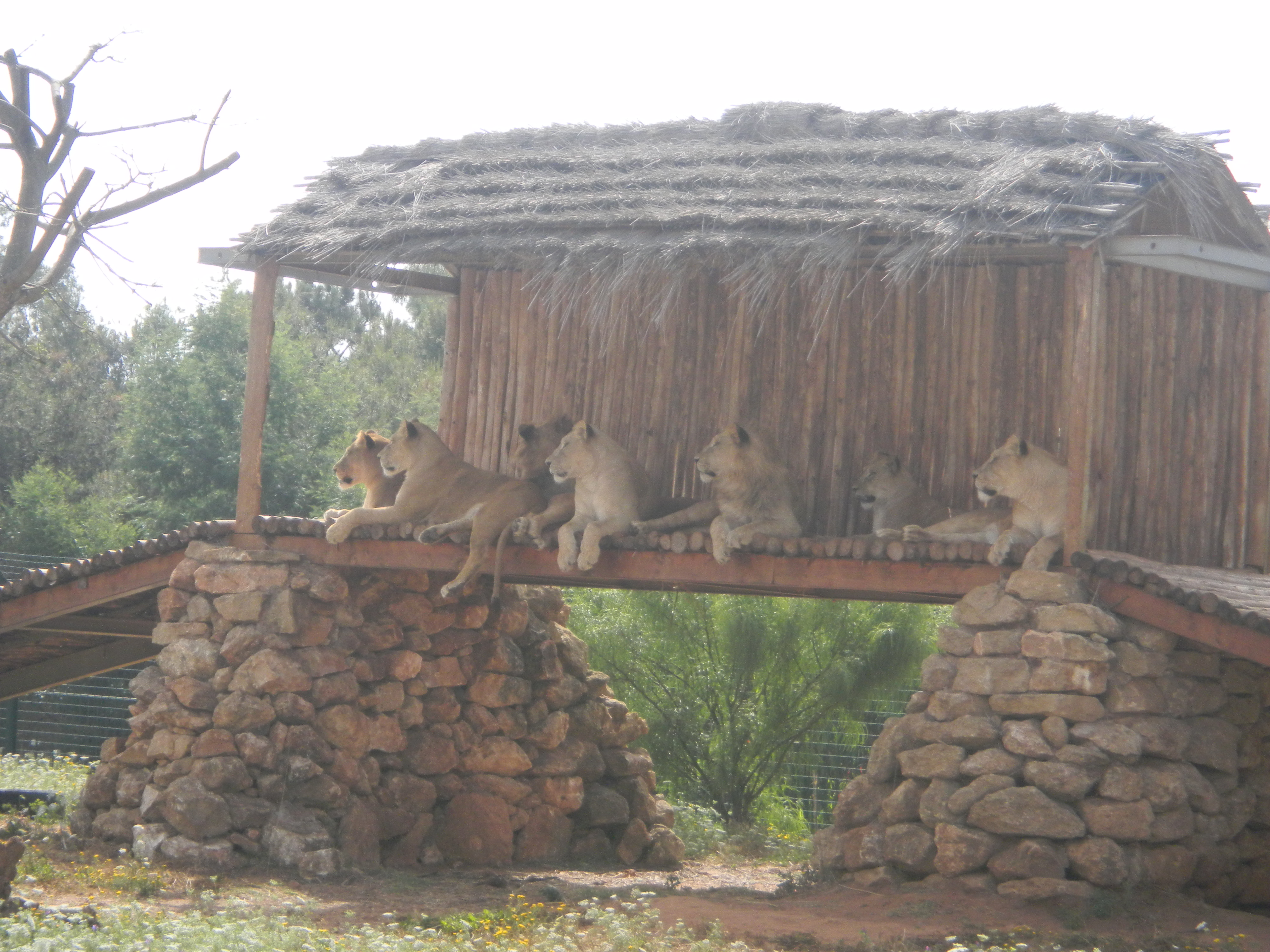
Lions de l'Atlas au parc zoologique de Rabat.

Le surnom de l'équipe nationale du Maroc de football « Les Lions de l'Atlas » fait référence au Lion de l'Atlas, grand prédateur qui sévissait autrefois dans le Haut-Atlas jusqu'à son extinction à l'état sauvage au XXe siècle.
Ces lions vivaient principalement dans les massifs montagneux de l'Atlas et il en existe encore environ 90 spécimens en captivité, dont une trentaine au jardin zoologique national de Rabat.

### Supporteurs

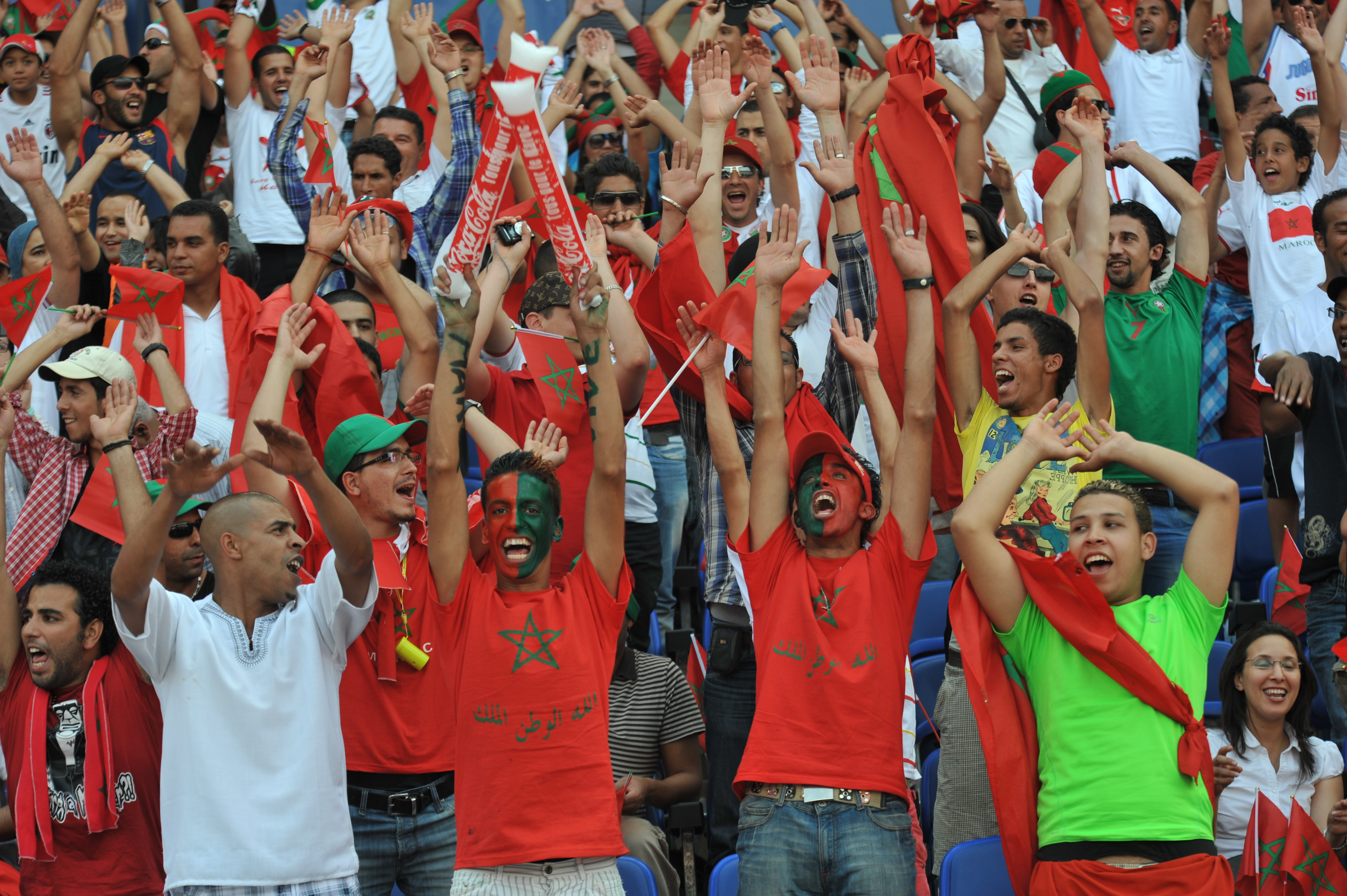
Supporters du match Maroc en 2011

Les supporteurs de l'équipe du Maroc sont présents dans toutes les régions du royaume.
La grande majorité des supporteurs hors frontières sont présents en Europe dans la France, les Pays-Bas, l'Espagne, la Belgique et l'Italie. On les trouve aussi dans les pays du Golfe comme les Émirats arabes unis, le Qatar et l'Arabie saoudite ou dans des pays africains tels que la Côte d'Ivoire, le Gabon et le Sénégal. On peut aussi trouver des Marocains qui résident en Amérique du Nord principalement aux États-Unis ou le Canada.
À l'occasion de la qualification du Maroc en Coupe du monde 2018 sur une victoire de 0-2 face à la Côte d'Ivoire, les supporteurs marocains de Belgique ont provoqué les émeutes du 11 novembre 2017 à Bruxelles.